# Pininfarina
Pour les articles homonymes, voir Farina.
Pininfarina S.p.A. ou Carozzeria Pininfarina est une entreprise familiale italienne de stylisme spécialisée en carrosserie automobile. Cofondée et dirigée en 1930 par Gian-Battista Pinin Farina et Gaspare Bona, puis par Sergio Pininfarina, et ses fils Andrea Pininfarina et Paolo Pininfarina, elle est célèbre entre autres comme designer partenaire historique de Ferrari,. Elle est cotée à la bourse italienne depuis 1986 (Borsa Italiana : PINF). 
En 2015, Mahindra a acquis une participation de 74 % dans Pininfarina et obtenu la licence sur le nom « Pininfarina » pour créer en 2018 une marque automobile à part entière « Automobili Pininfarina ».

## Histoire

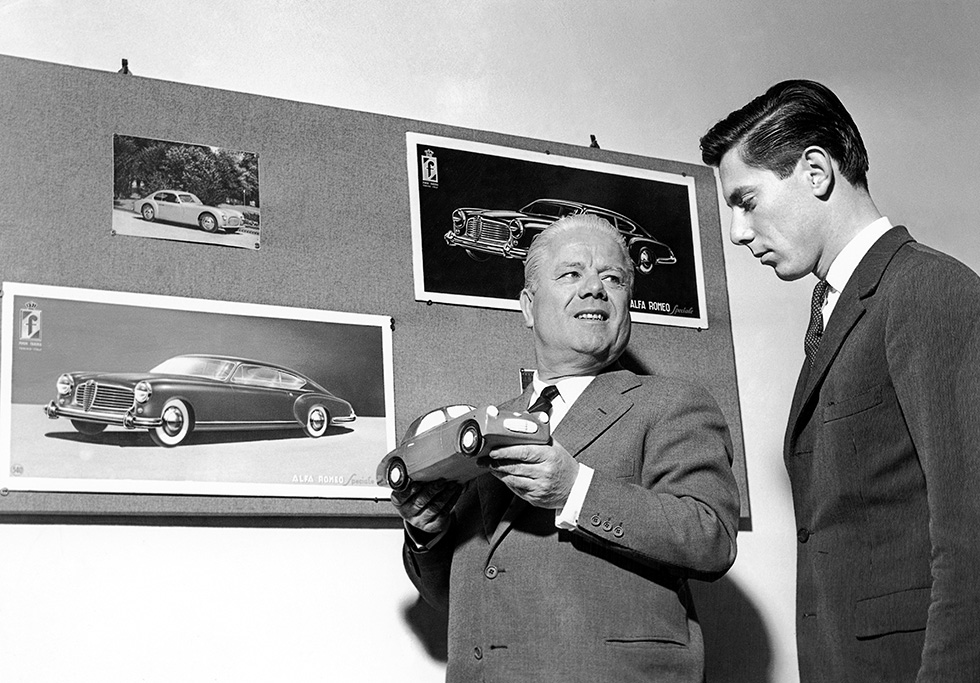
Gian-Battista Pinin Farina et son fils Sergio Pininfarina, en 1950.

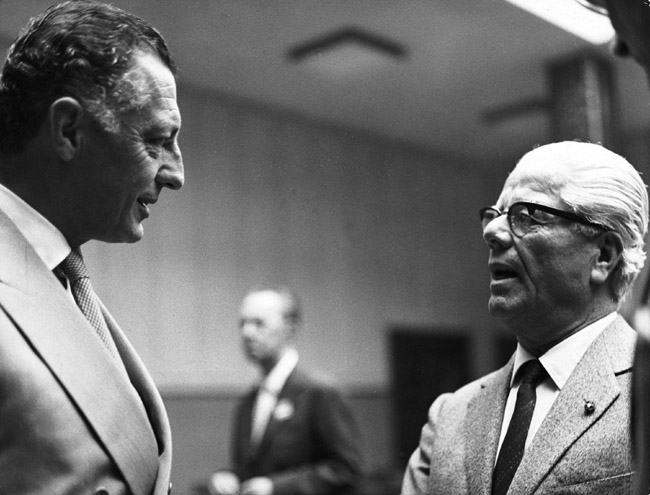
Gian-Battista Pinin Farina, et Giovanni Agnelli, PDG héritier de Fiat.

En 1930, le designer Gian-Battista Pinin Farina (1893-1966) cofonde sa société bureau d'études de design Carrosserie Farina (Stabilimenti Farina, ou Carrozeria Pinin Farina, devenue Pininfarina en 1961), avec ses actionnaires Gaspare Bona (1895-1940), et Vincenzo Lancia (1881-1937), au 107 Corso Trapani à Turin (au nord des Lingotto Fiat, Centre historique Fiat, et musée de l'Automobile de Turin). 
Battista, dont le père Joseph Farina est salarié de Fiat, entretient depuis son enfance, de nombreux contacts dans le monde de l'automobile (dont le PDG fondateur de Fiat Giovanni Agnelli (1866-1945) et Vincenzo Lancia, PDG fondateur de Lancia). 
Dès la première année d'activité, la société investit dans une soufflerie, et produit 42 carrosseries avec 90 salariés, puis crée de nombreux modèles de carrosserie jusqu’à la Seconde Guerre mondiale.
En 1936, Pininfarina présente la nouvelle Lancia Aprilia, coupé très aérodynamique à grand succès commercial. En 1939, la société fabrique jusqu'à une voiture par jour avec cinq cents salariés, et est réquisitionnée par le président italien Benito Mussolini, à titre d'effort de guerre, pour construire des charrettes, des traîneaux et des barques en bois pour l'armée italienne. En 1946, un incendie ravage les ateliers. La société présente la Cisitalia 202 en 1947, sur la base de la Fiat 1100, qui connaîtra un grand succès. Battista travaille alors avec les constructeurs automobiles américains Nash Motors, Dodge et General Motors.

### Collaboration avec les grandes marques
À partir de 1951, la société entame une longue et fructueuse collaboration avec Peugeot, pour qui elle crée entre autres la carrosserie des Peugeot 403 de 1955. Depuis cette époque, tous les nouveaux projets de la marque française sont mis en concurrence entre le centre de style interne de Peugeot, et le centre de design de Pininfarina SpA, avec les créations des Peugeot 104, 204, 404, 504, 604, 205, 305, 405, 505, 306, Peugeot 406 Coupé, Peugeot 1007, etc.

Quelques créations
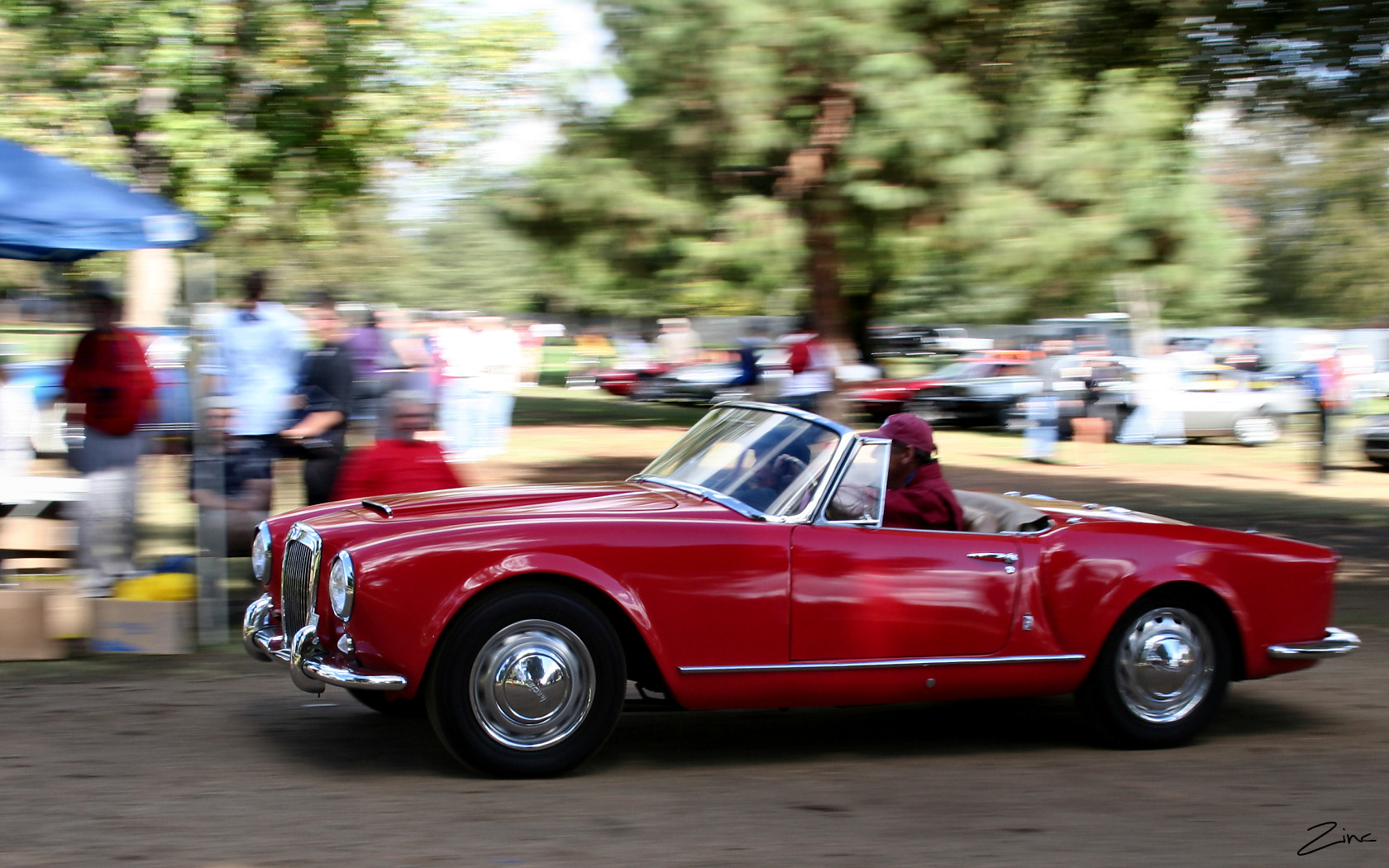
Lancia Aurelia.
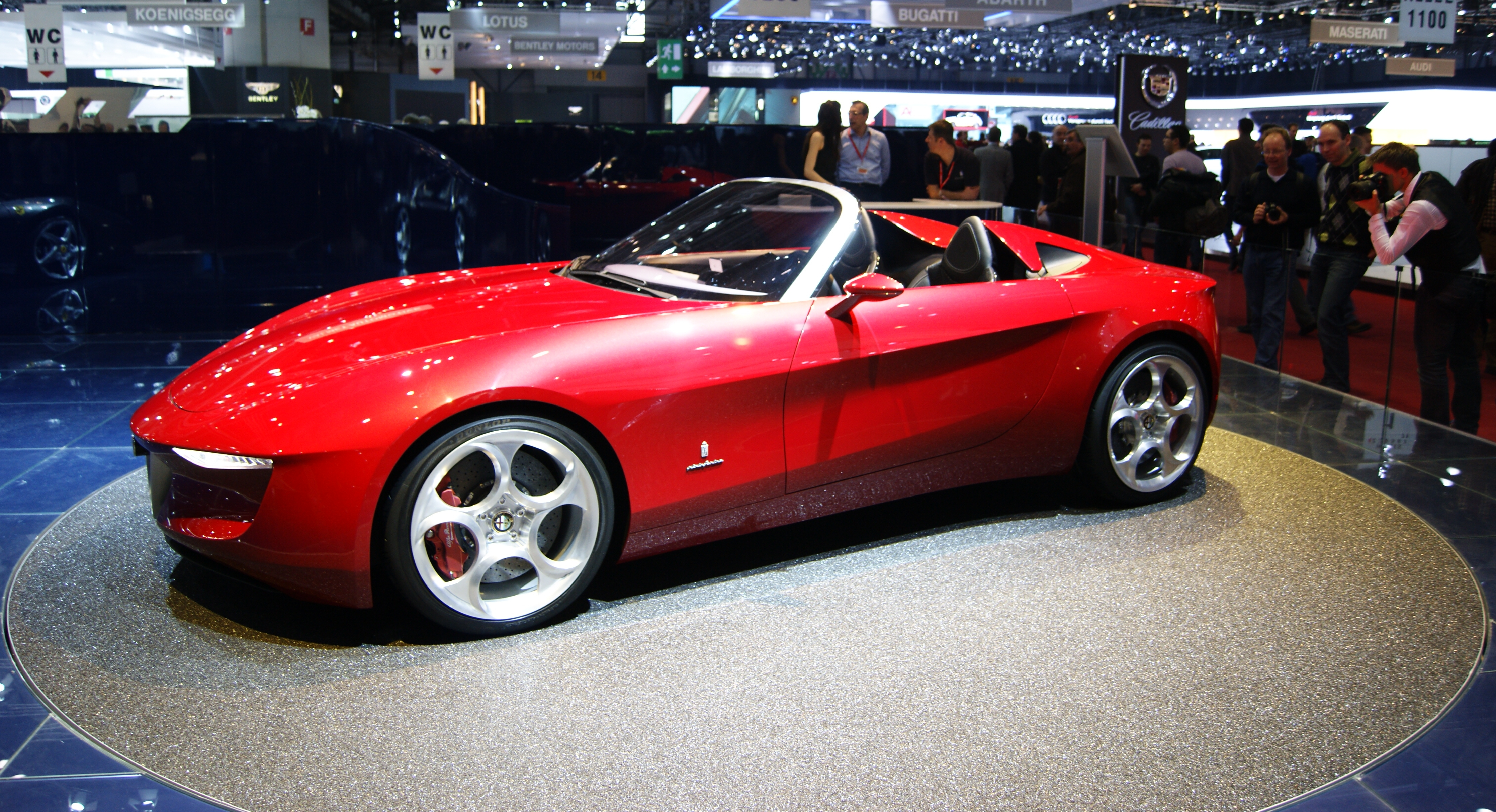
Alfa Romeo 2uettottanta.
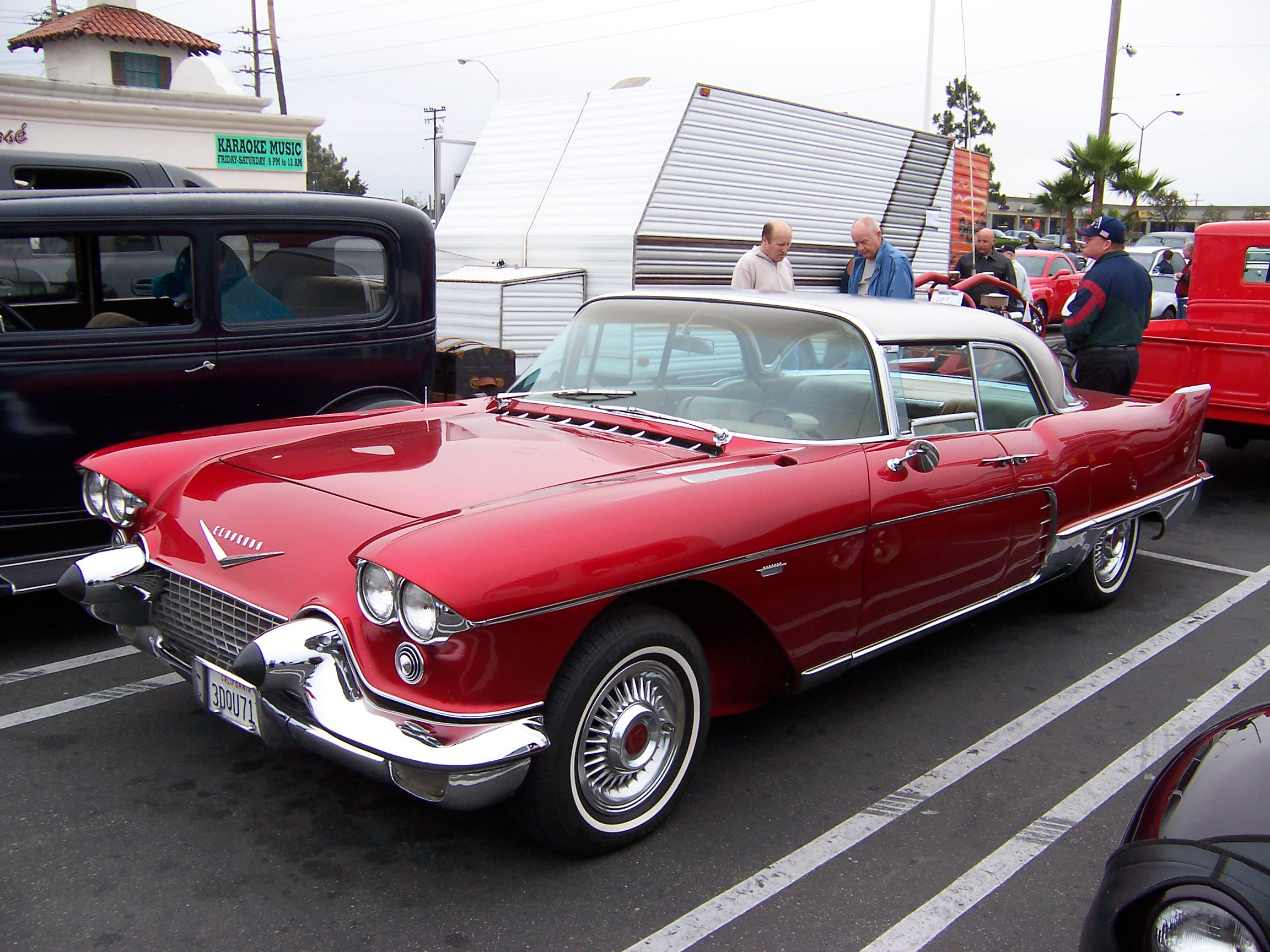
Cadillac Eldorado Brougham.
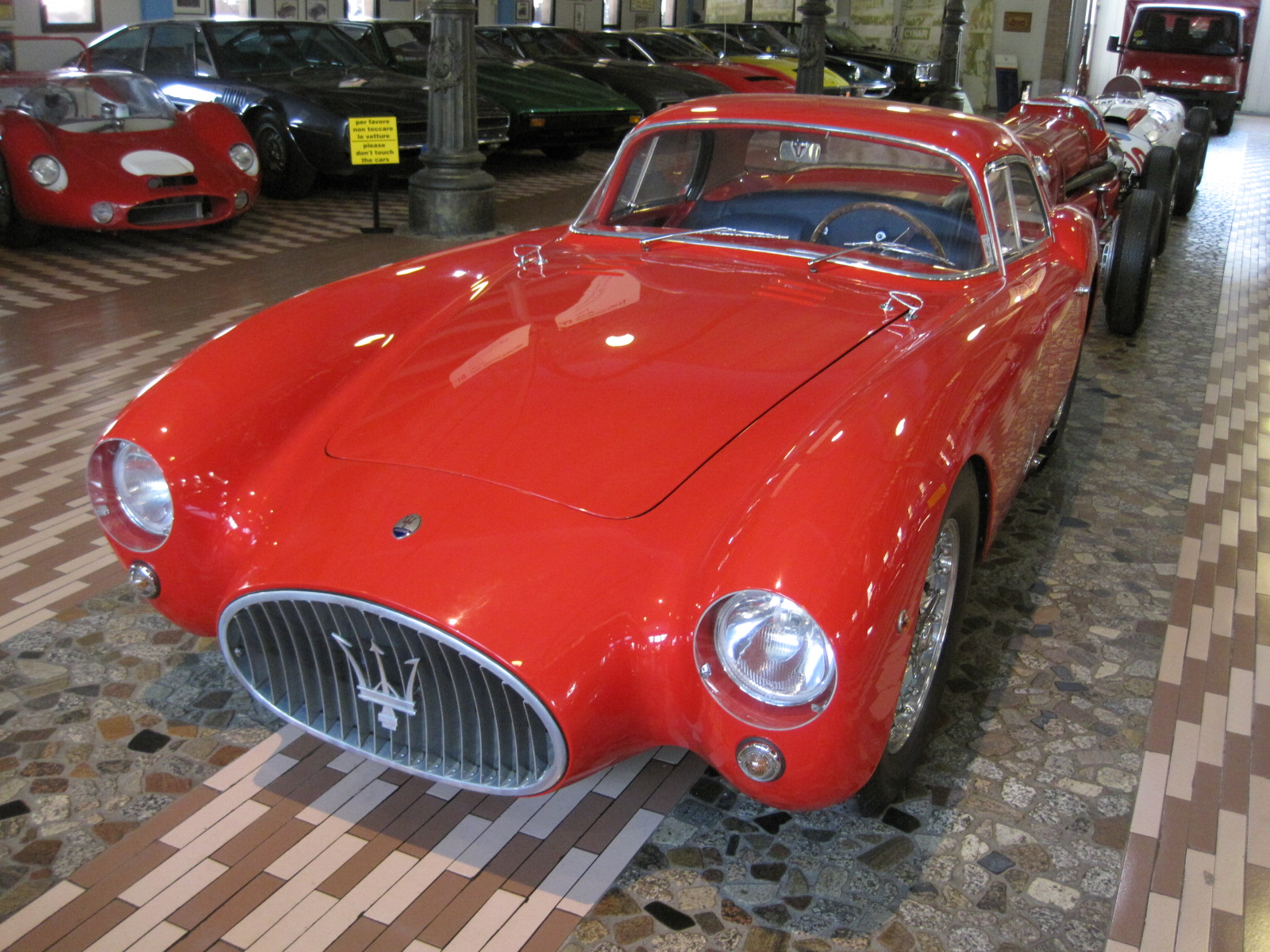
Maserati A6GCS Pinifarina.
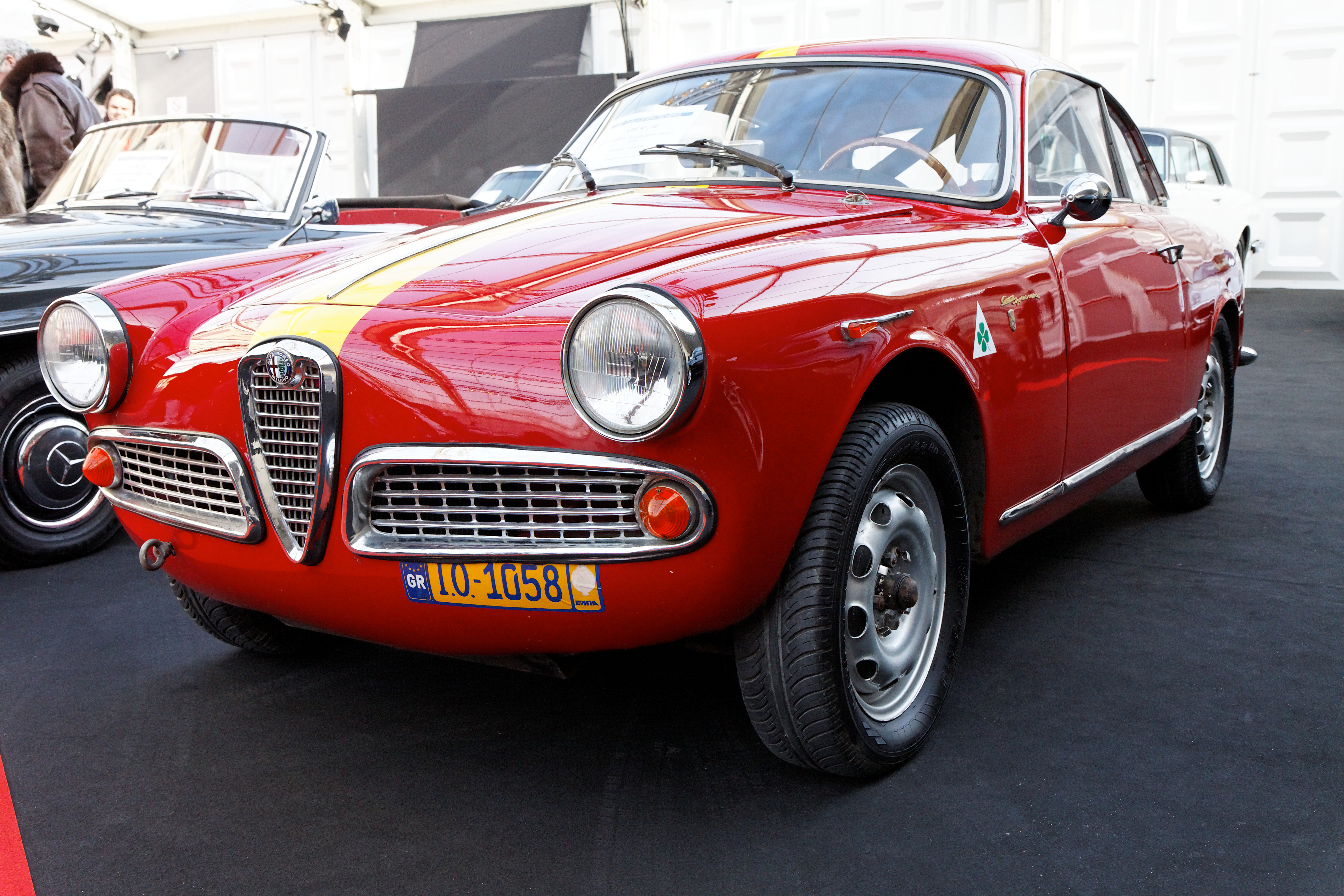
Alfa Romeo Giulietta (1954).
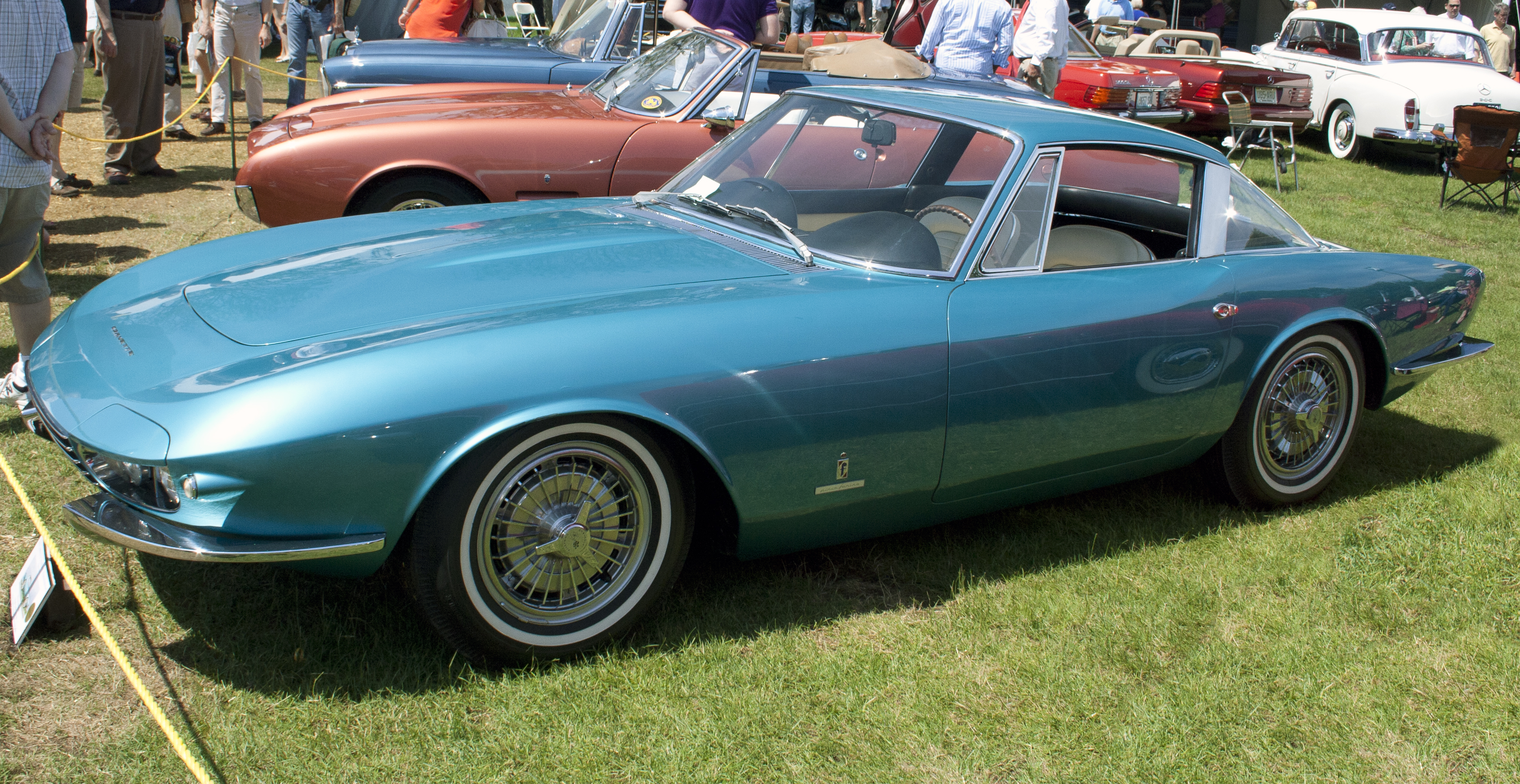
Chevrolet Corvette Rondine Pininfarina Coupé.
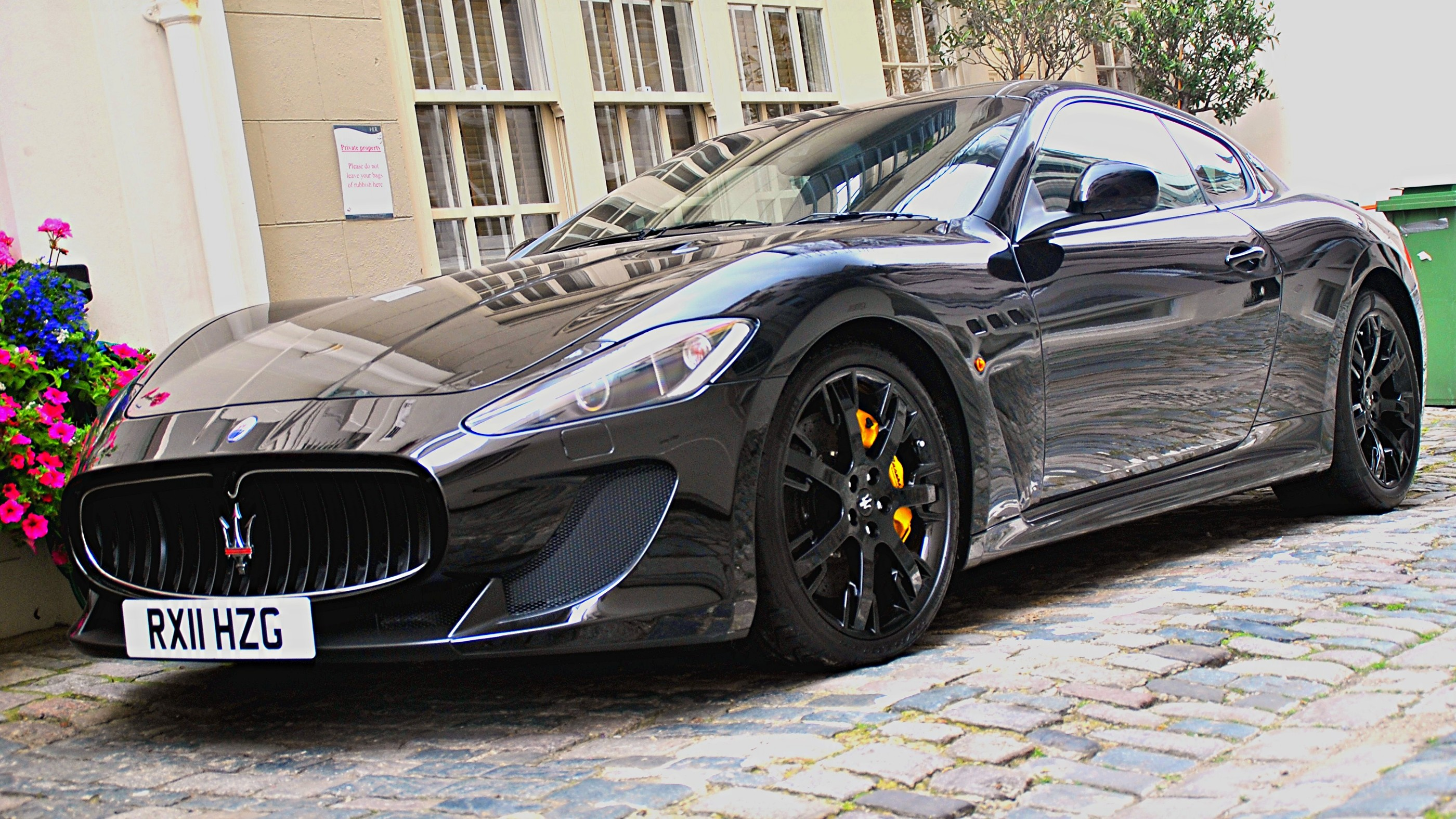
Maserati GranTurismo MC Stradale, de Sergio Pininfarina.
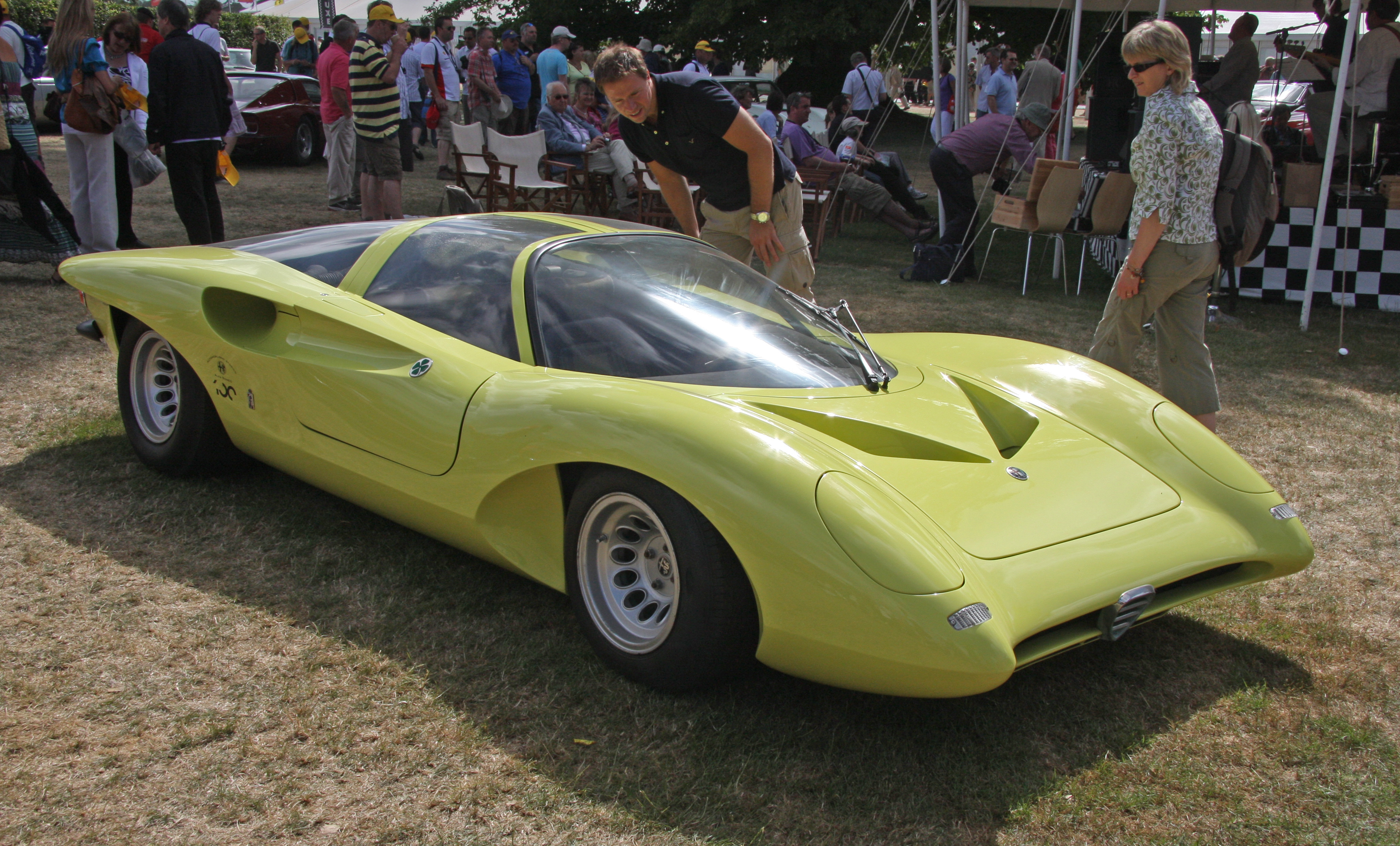
Alfa Romeo 33.2.
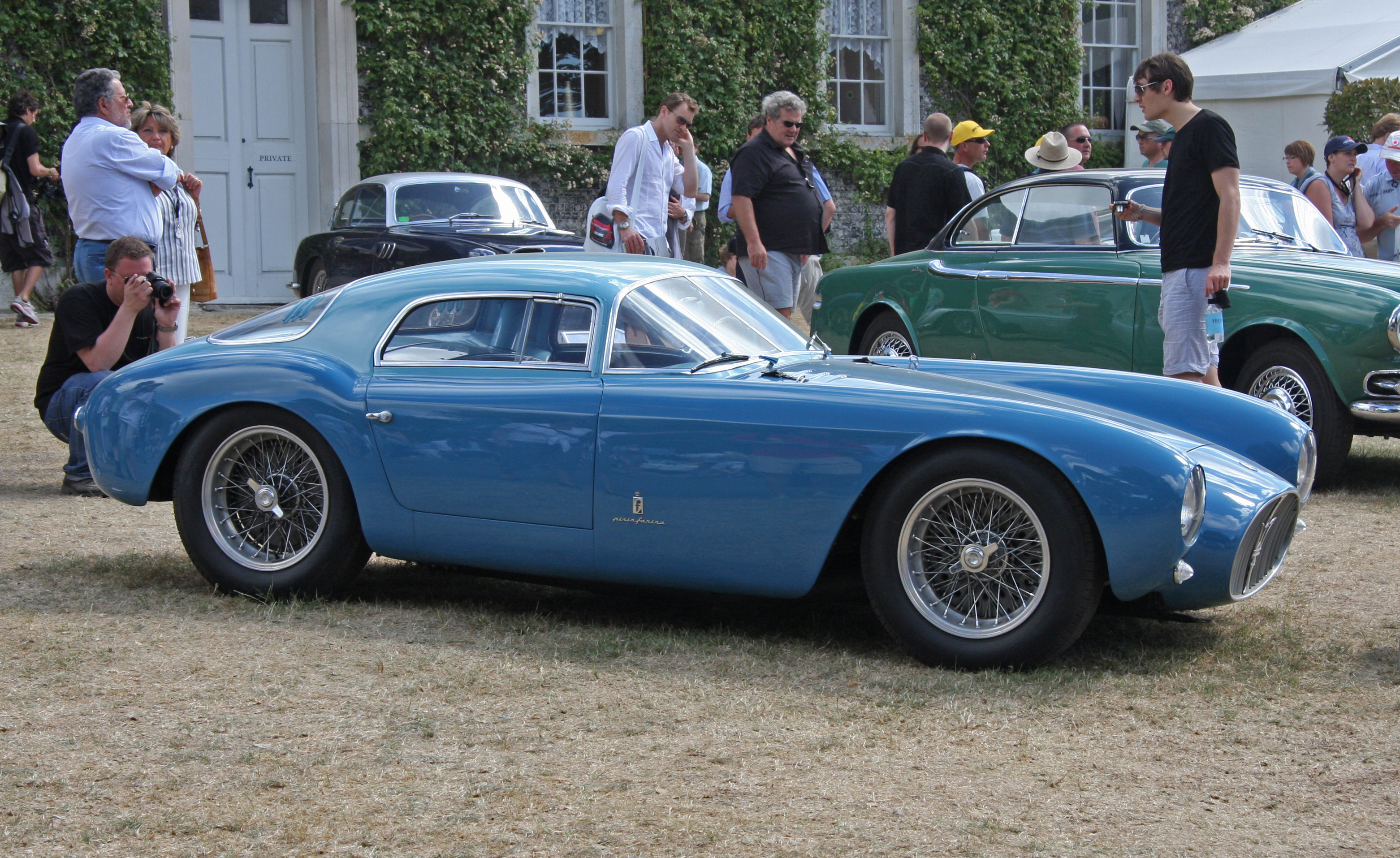
Maserati A6GCS-53 berlineta Pininfarina, de Gian-Battista Pinin Farina.
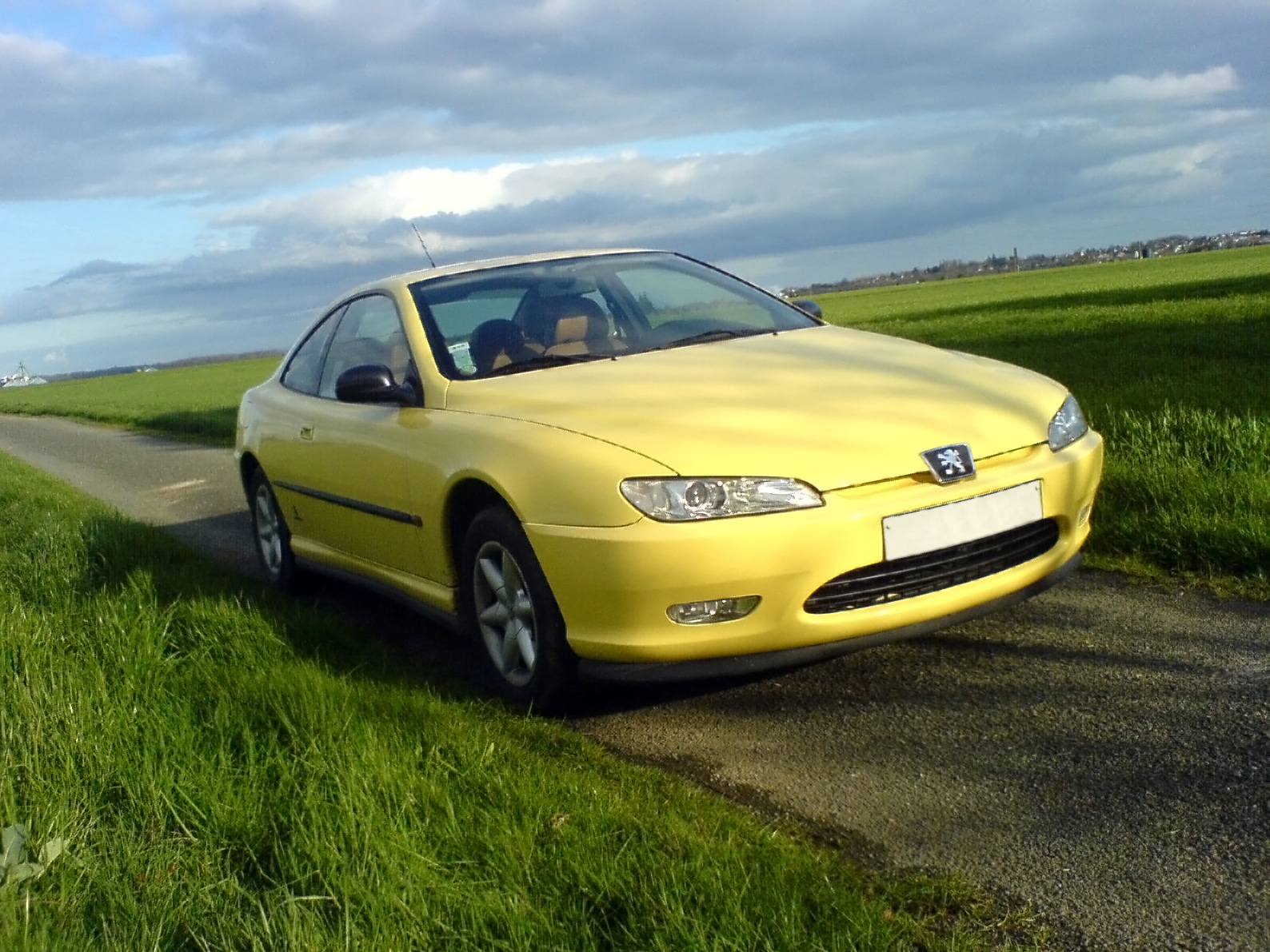
Peugeot 406 Coupé.
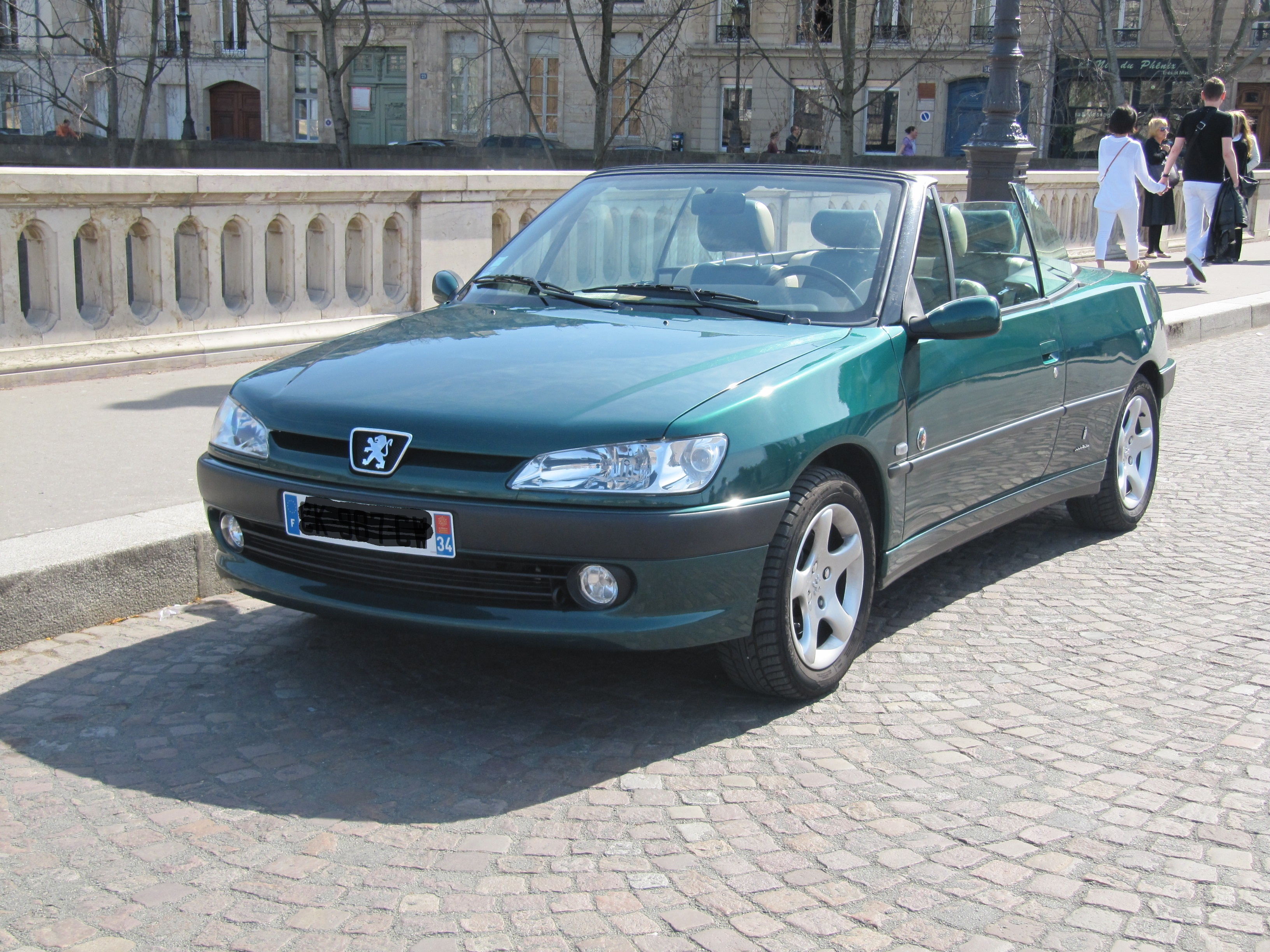
Peugeot 306 Cabriolet

En 1952, Pininfarina commence sa célèbre collaboration privilégiée historique avec Ferrari, avec le projet de la Ferrari 212 Inter vendue à 80 exemplaires (la précédente Ferrari 166 de 1948-1953, est déclinée sous de multiples carrosseries Pininfarina, Allemano, Vignale, Touring, Ghia, Bertone, Abarth, etc.). Sergio Pininfarina convainc Enzo Ferrari d'adopter l'architecture technique à moteur arrière central dont le premier prototype, la Dino Pininfarina 206 GT Spéciale de 1965, est présenté au Mondial de l'automobile de Paris de 1965.

Ferrari dessinées par Pininfarina
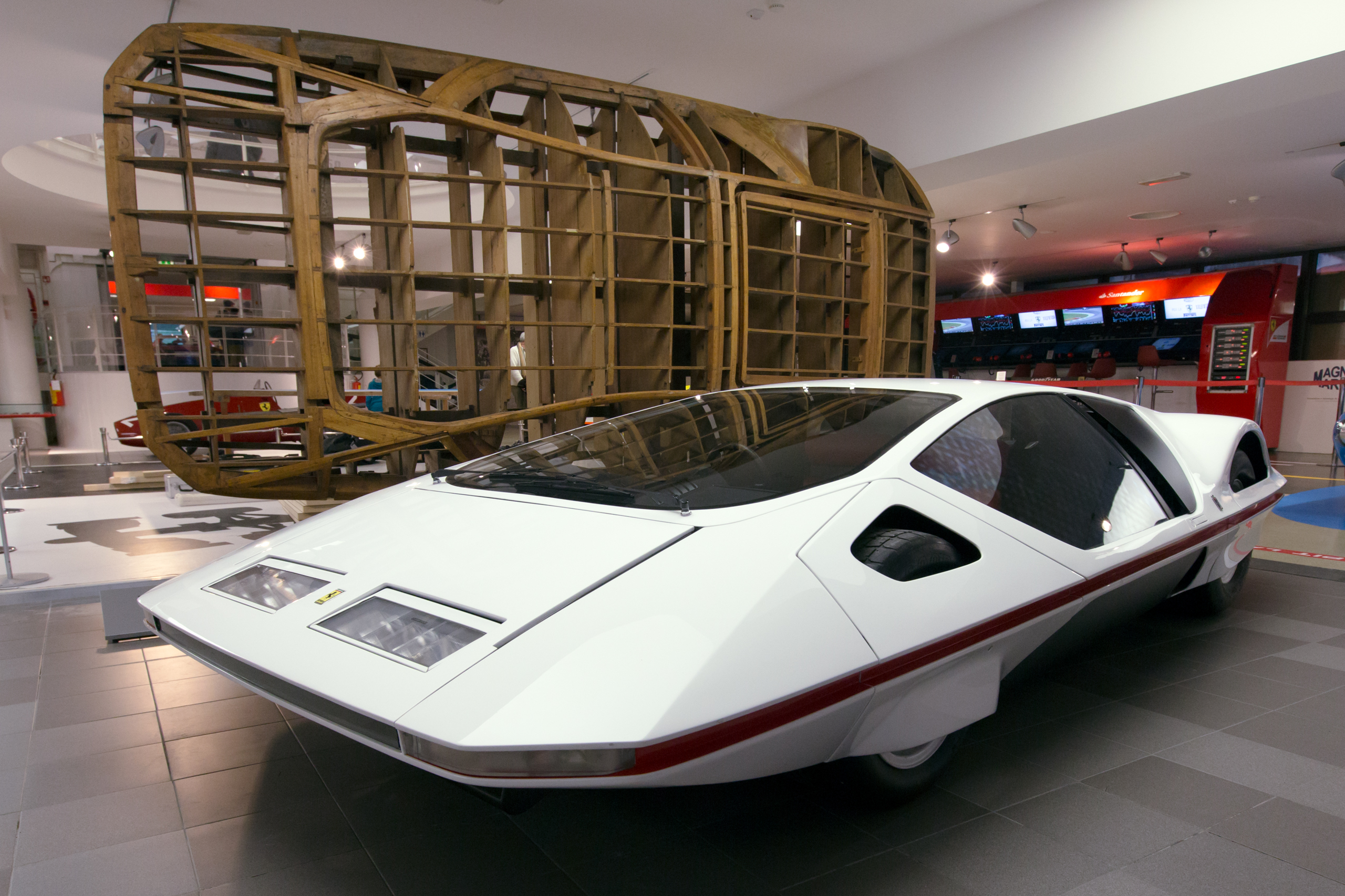
Ferrari Modulo.
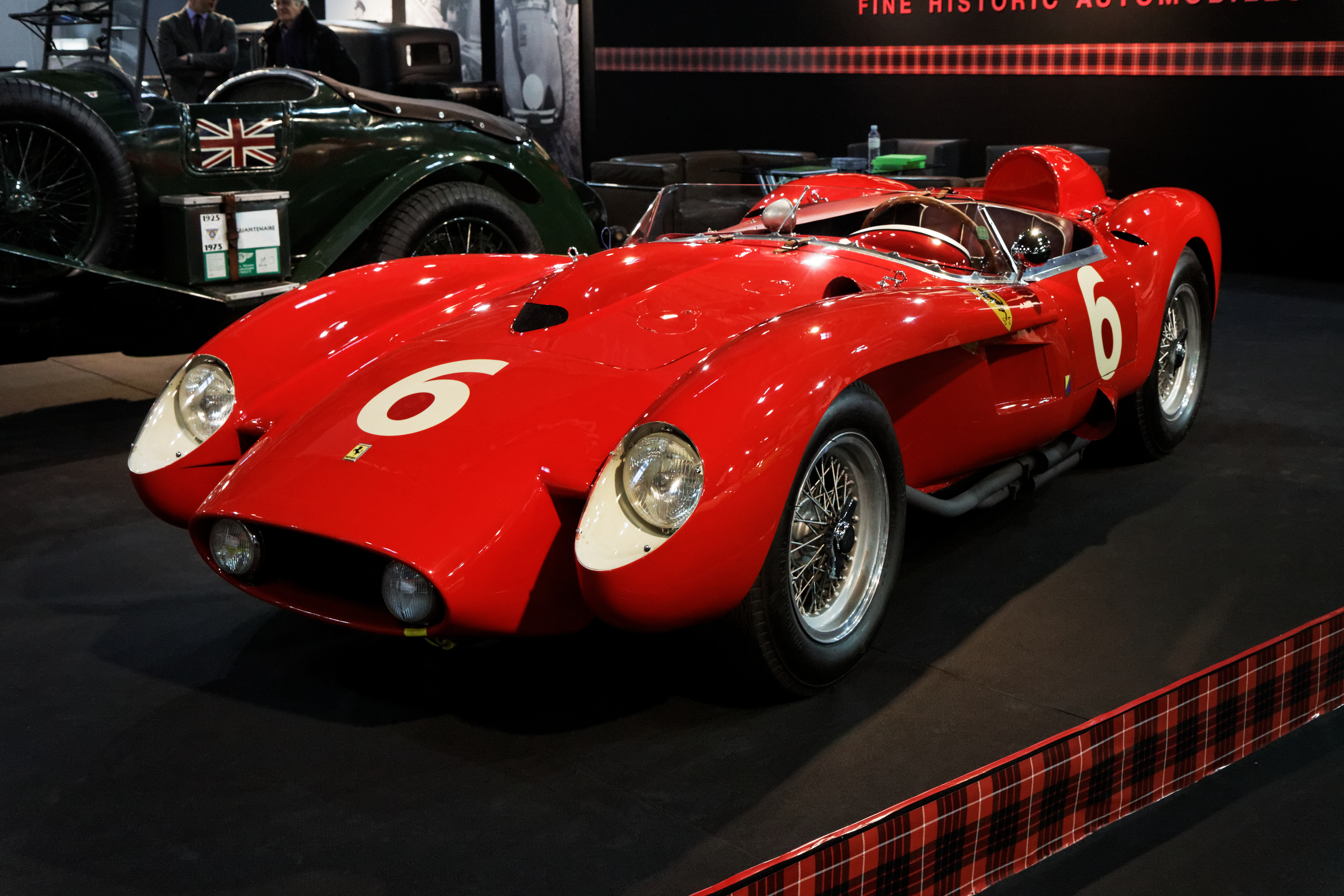
Ferrari 250 Testa Rossa.
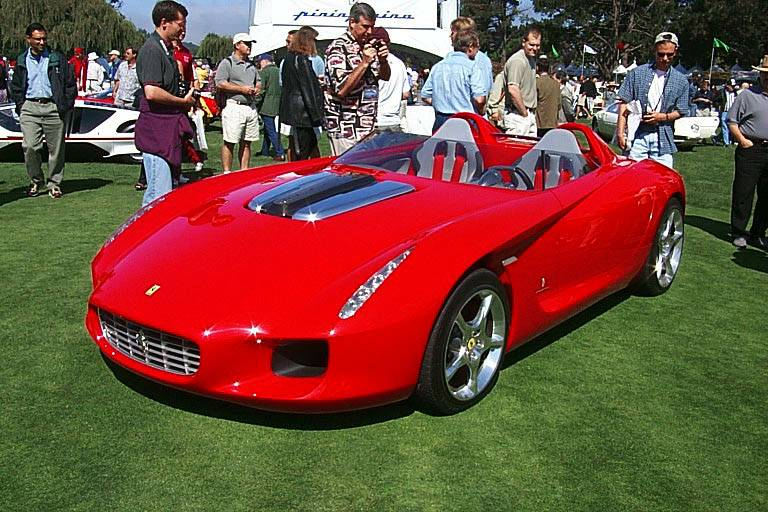
Ferrari Rossa.
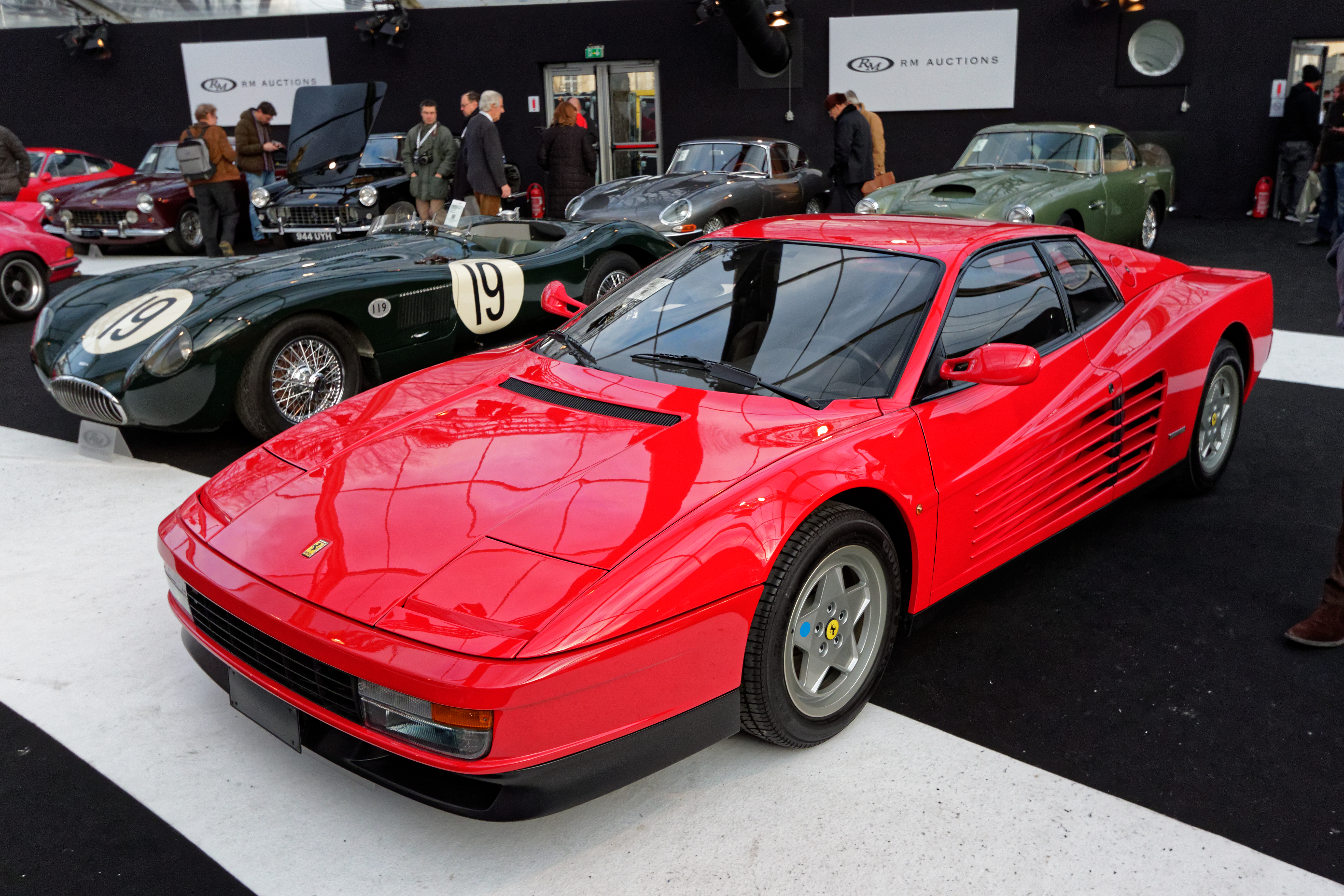
Ferrari Testarossa.
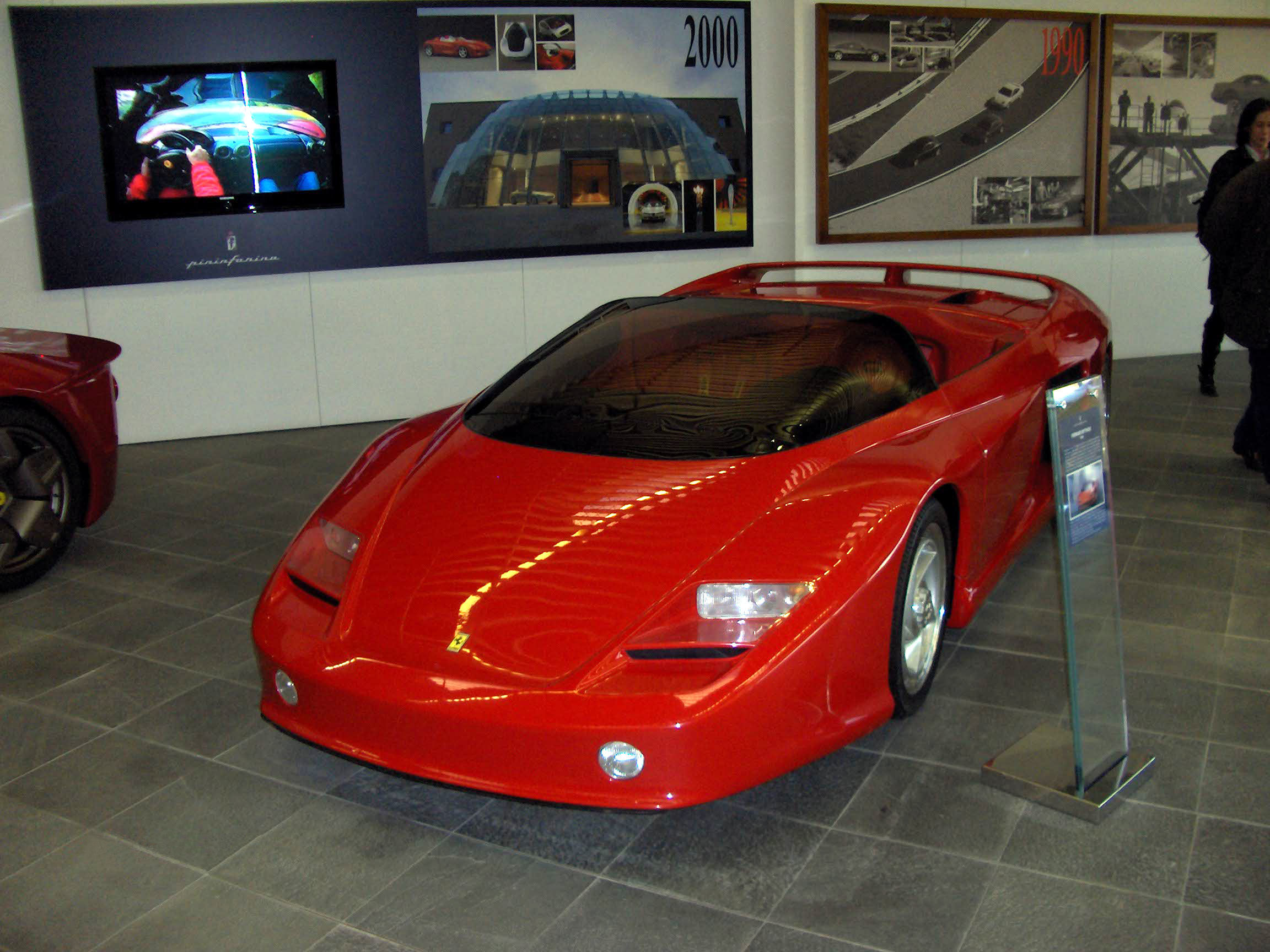
Ferrari Mythos.
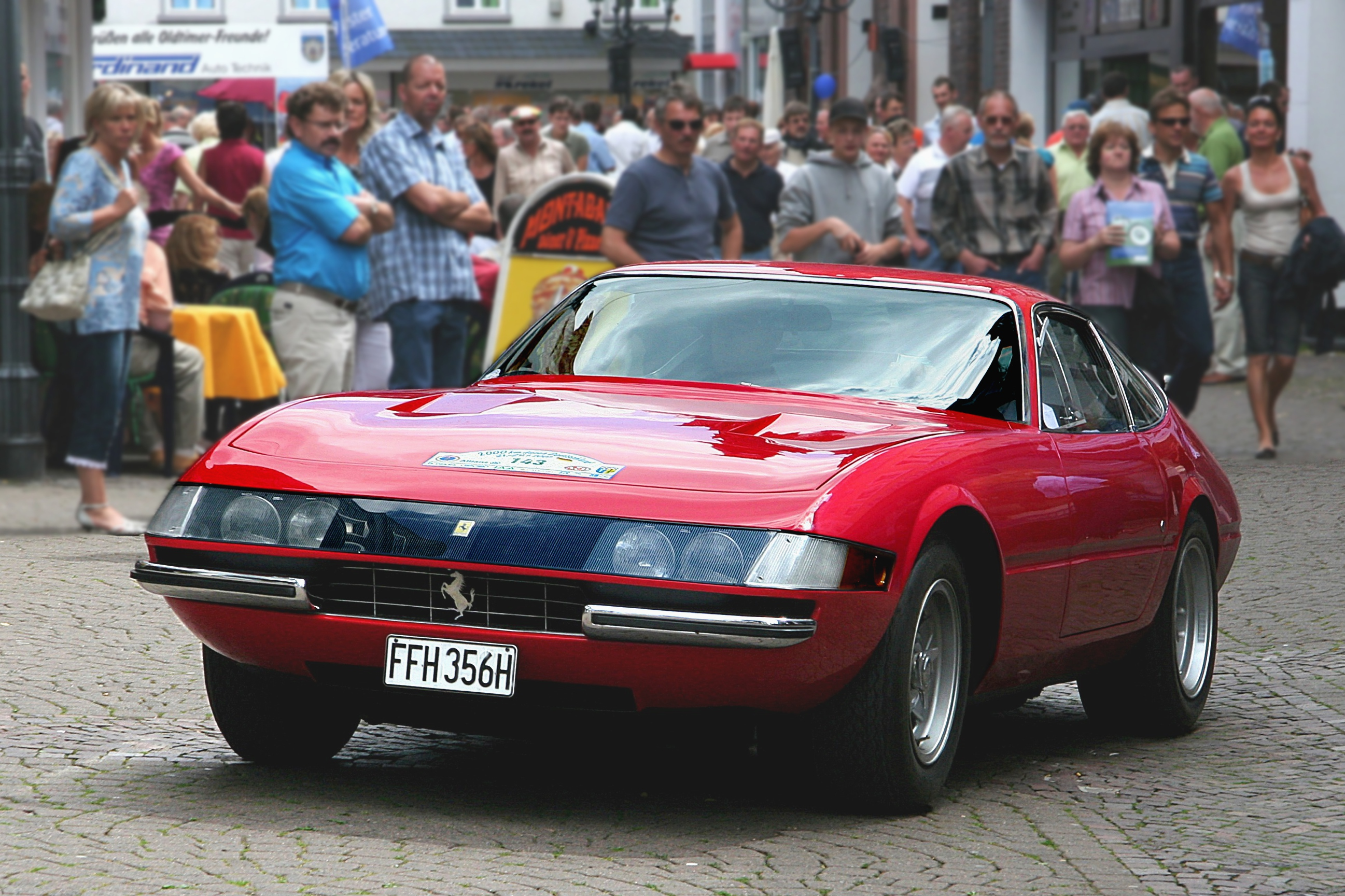
Ferrari 365 Daytona.
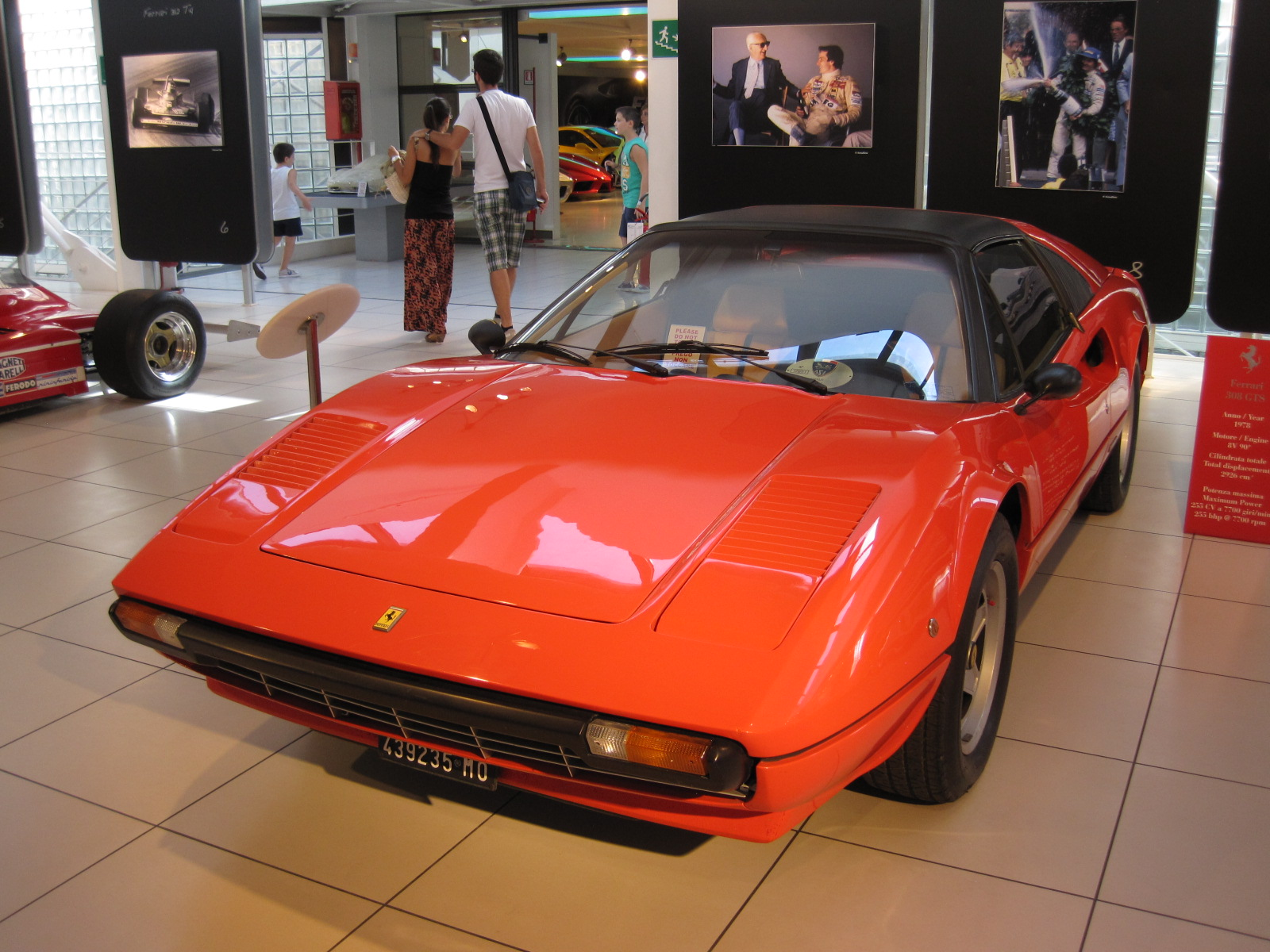
Ferrari 308.
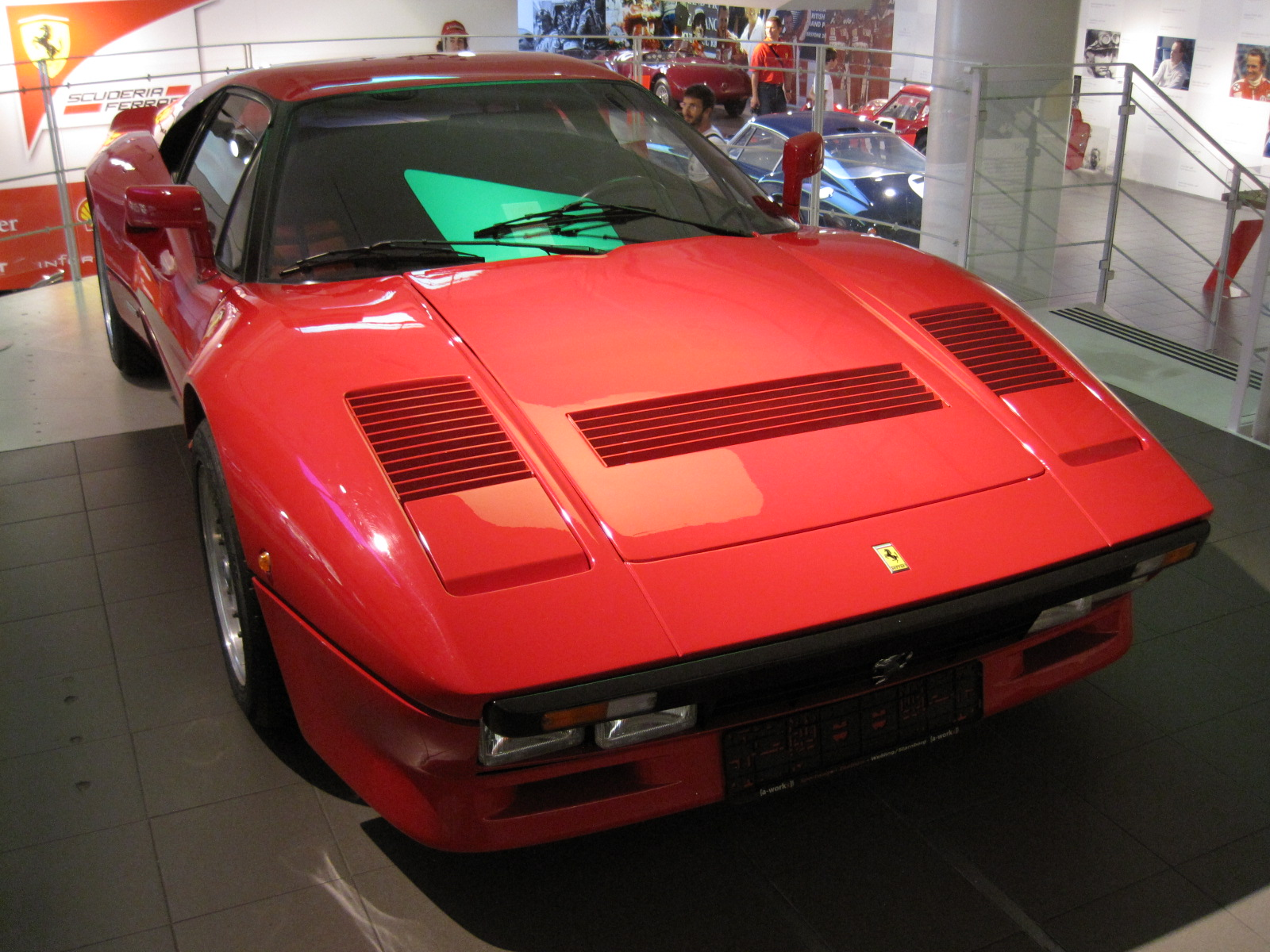
Ferrari 288 GTO.
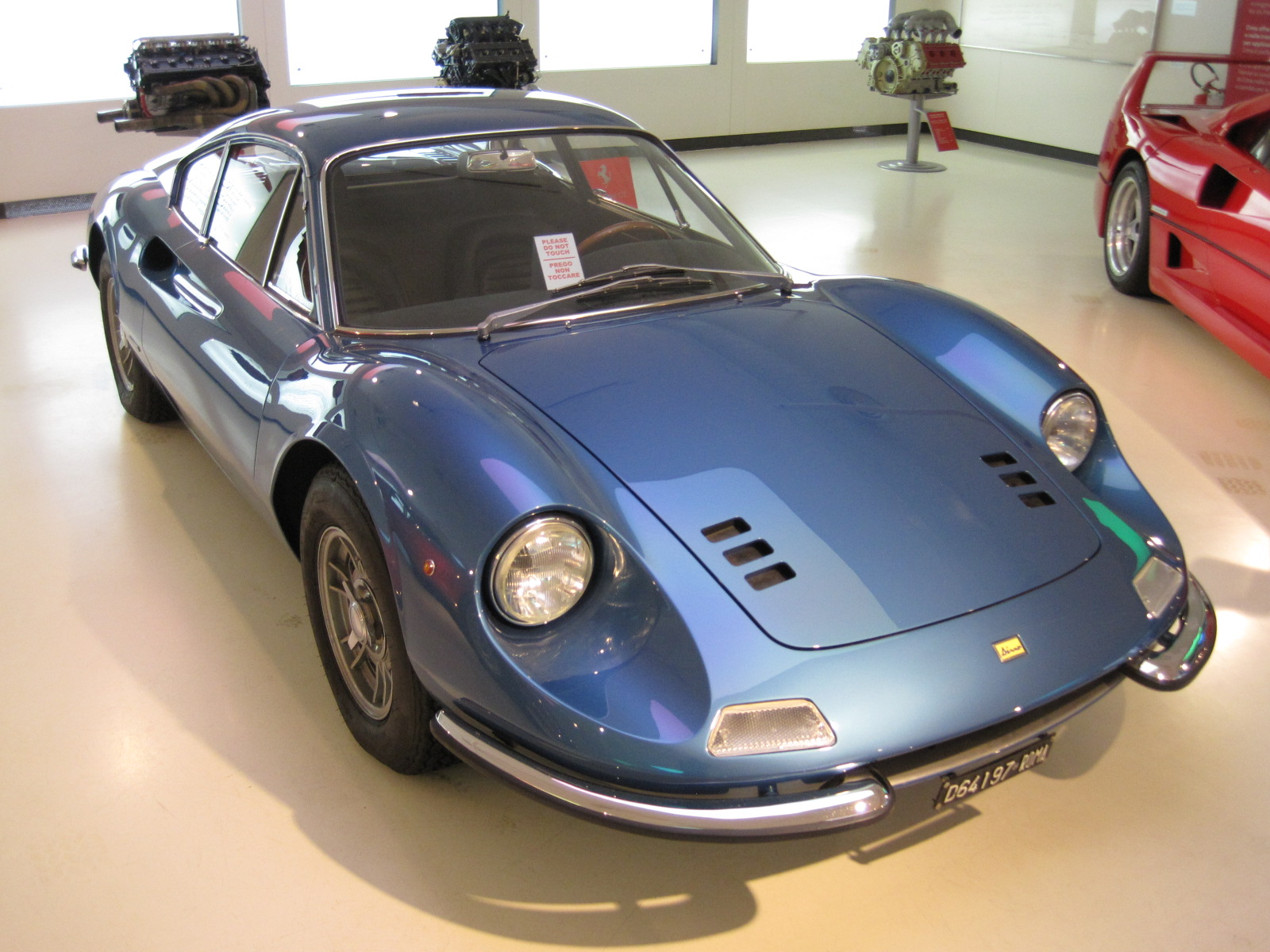
Dino 206 GT et Dino 246 GT/GTS.
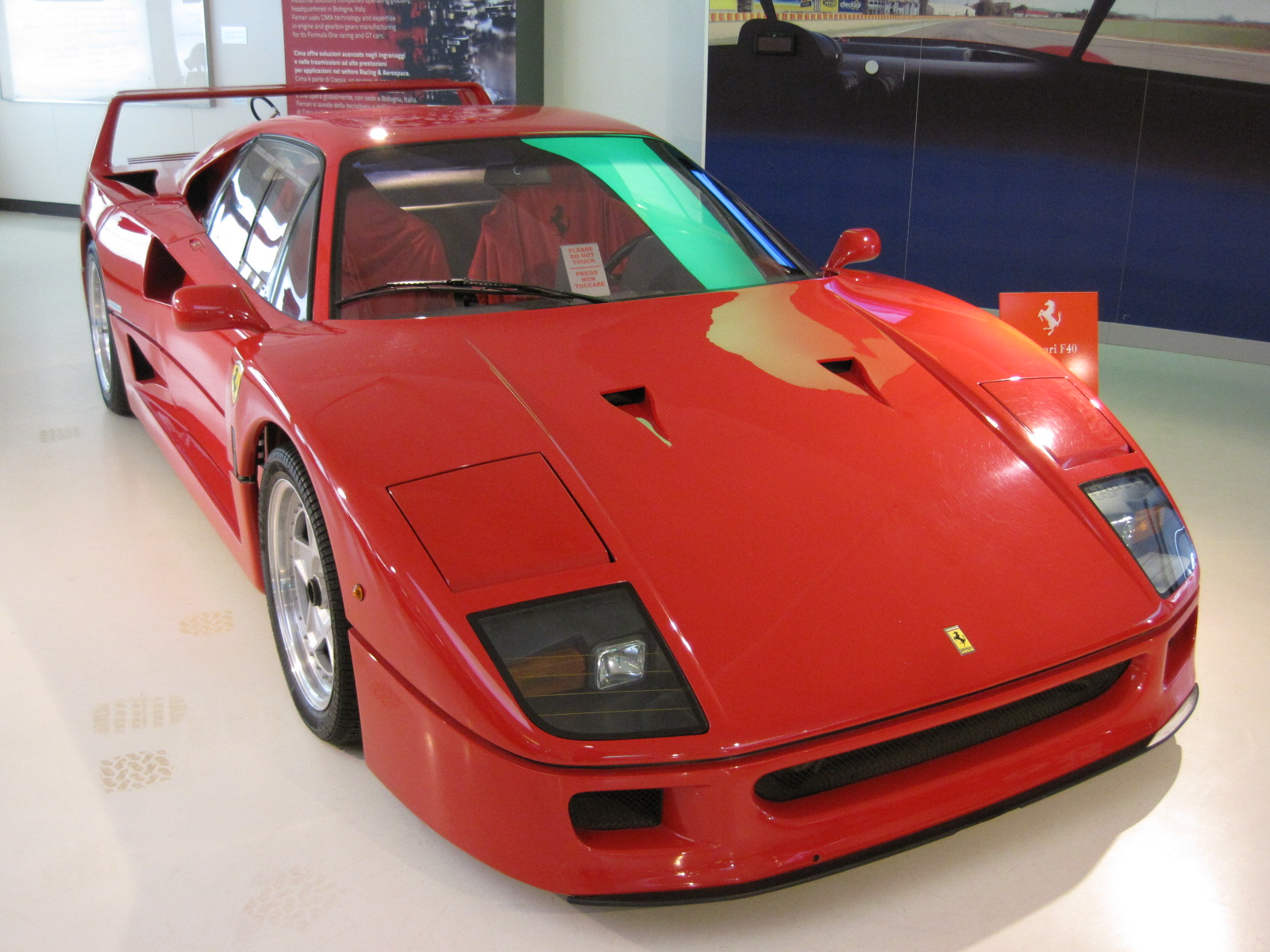
Ferrari F40.
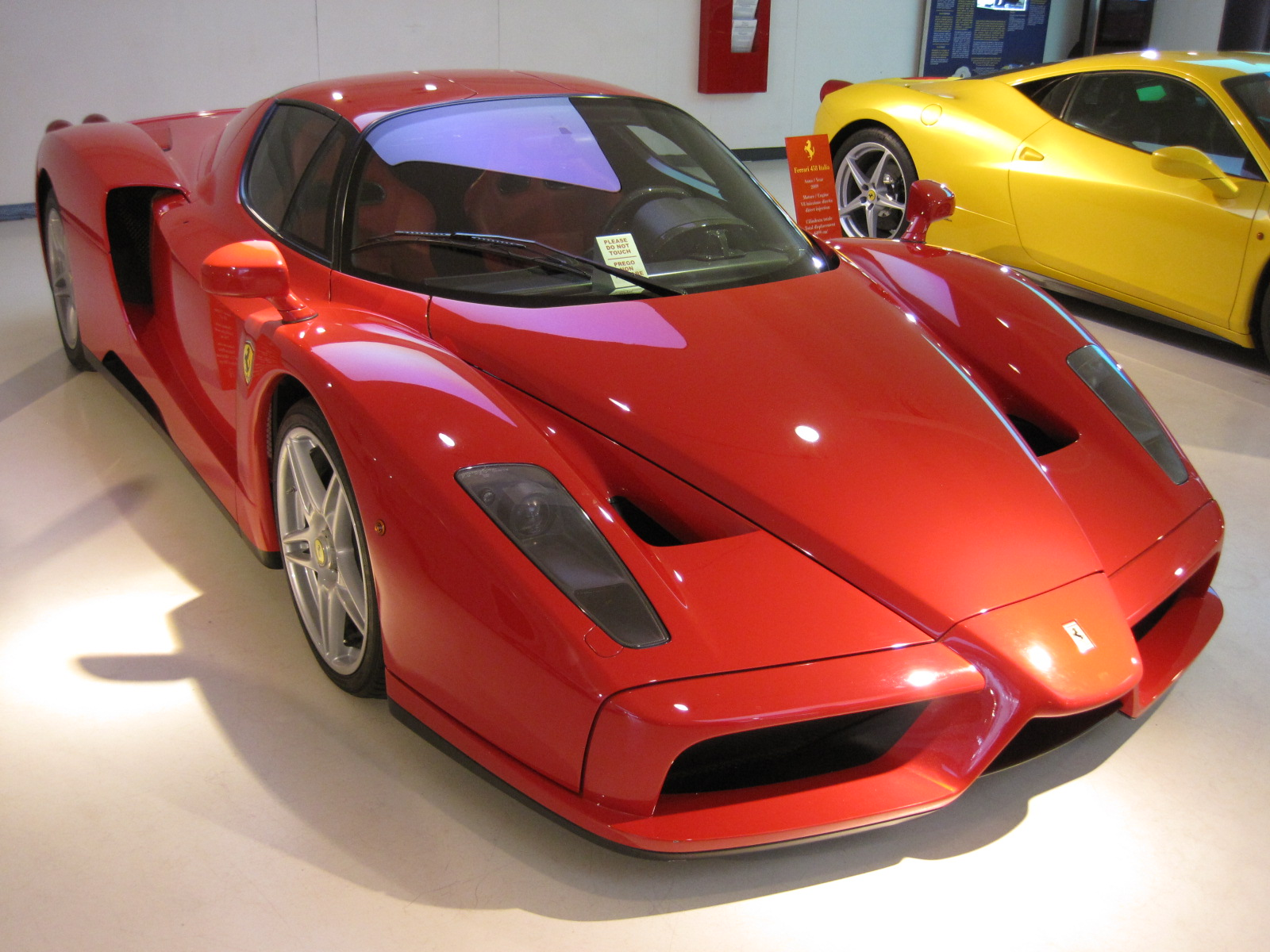
Ferrari Enzo.
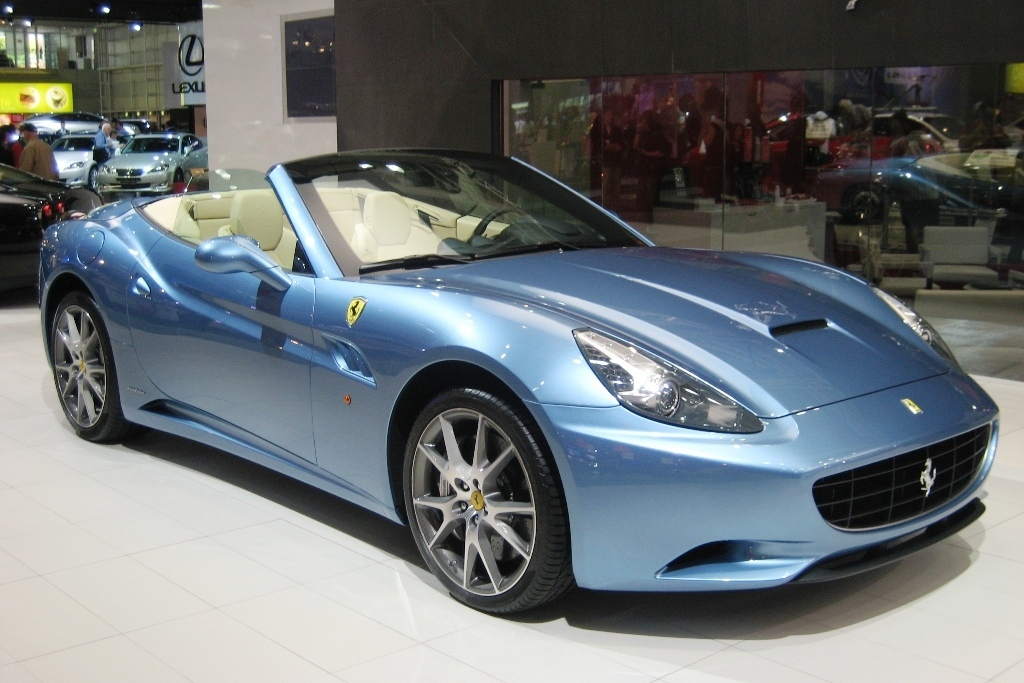
Ferrari California.
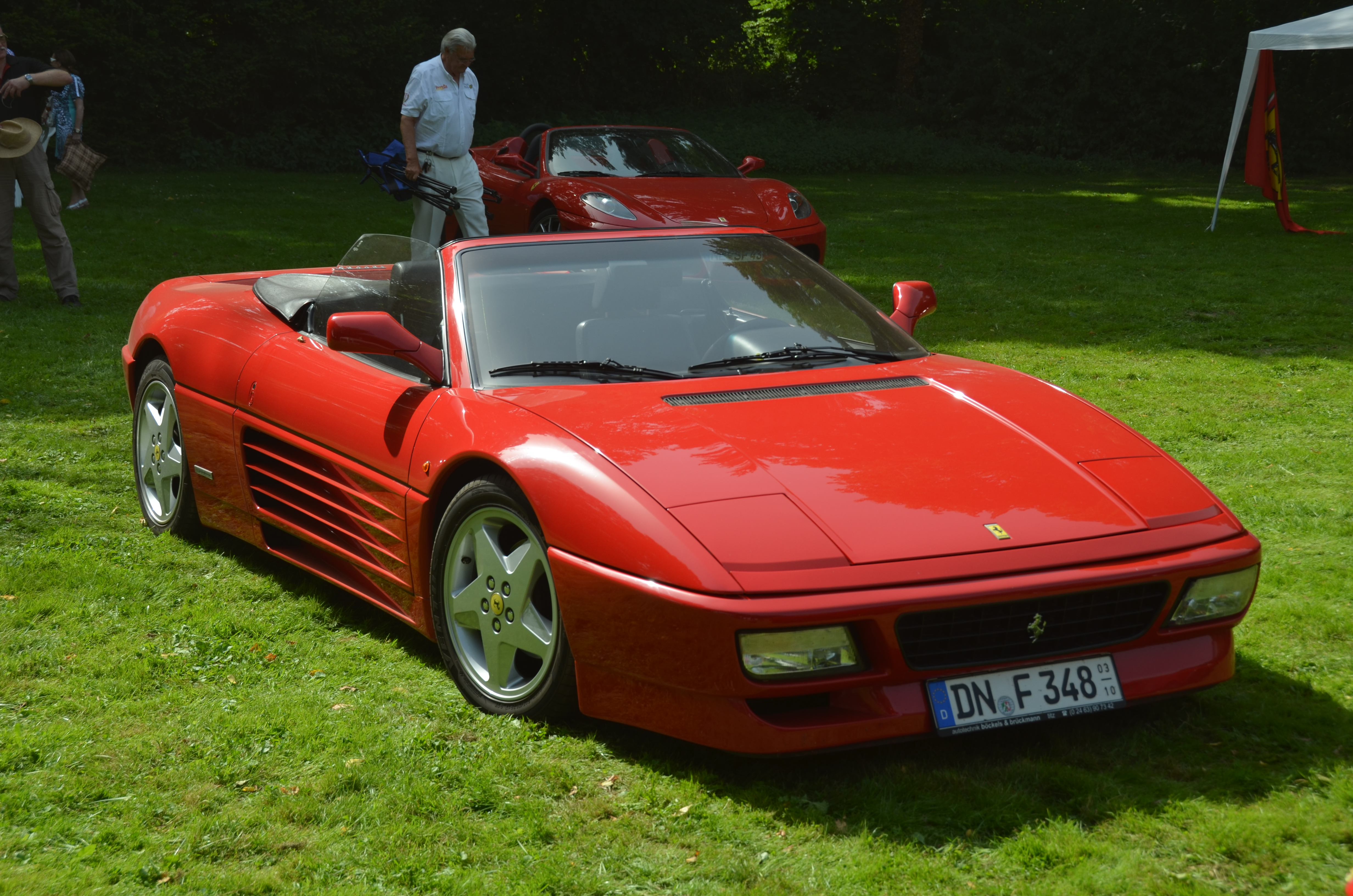
Ferrari 348 Spider.
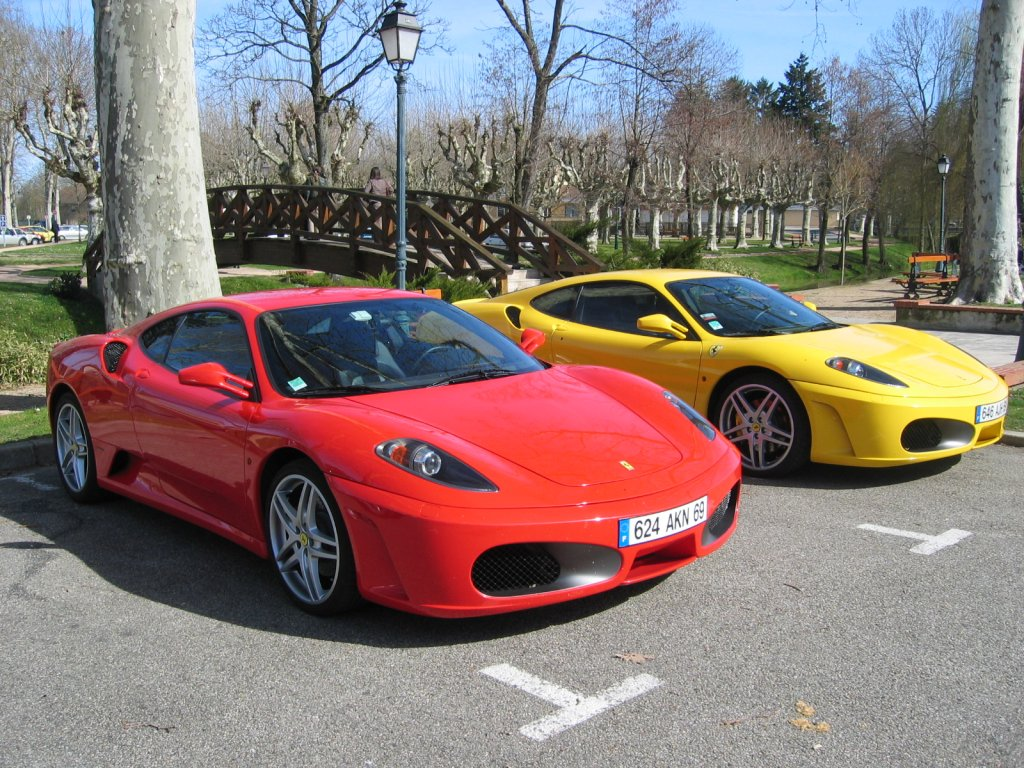
Ferrari F430.
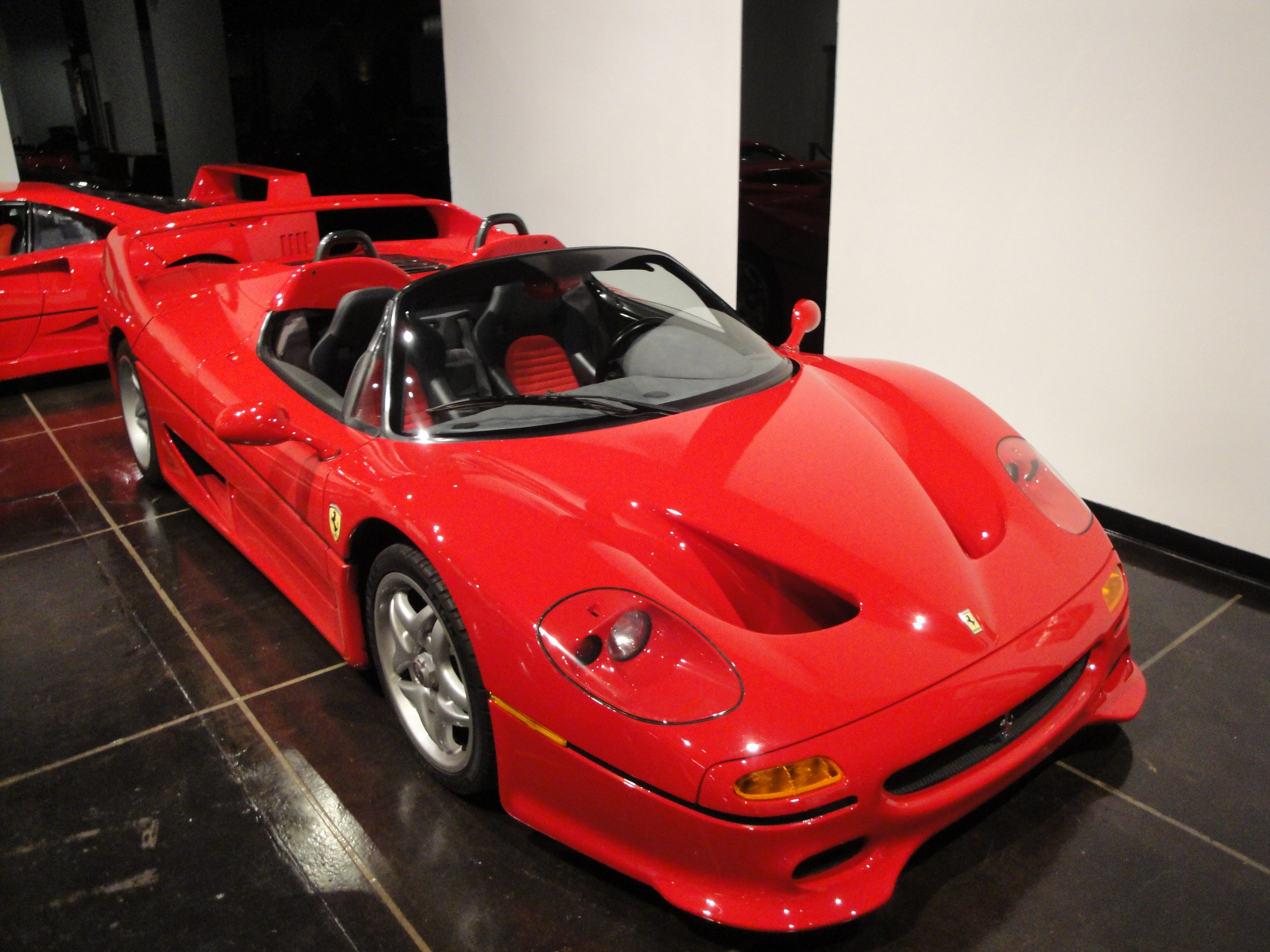
Ferrari F50.
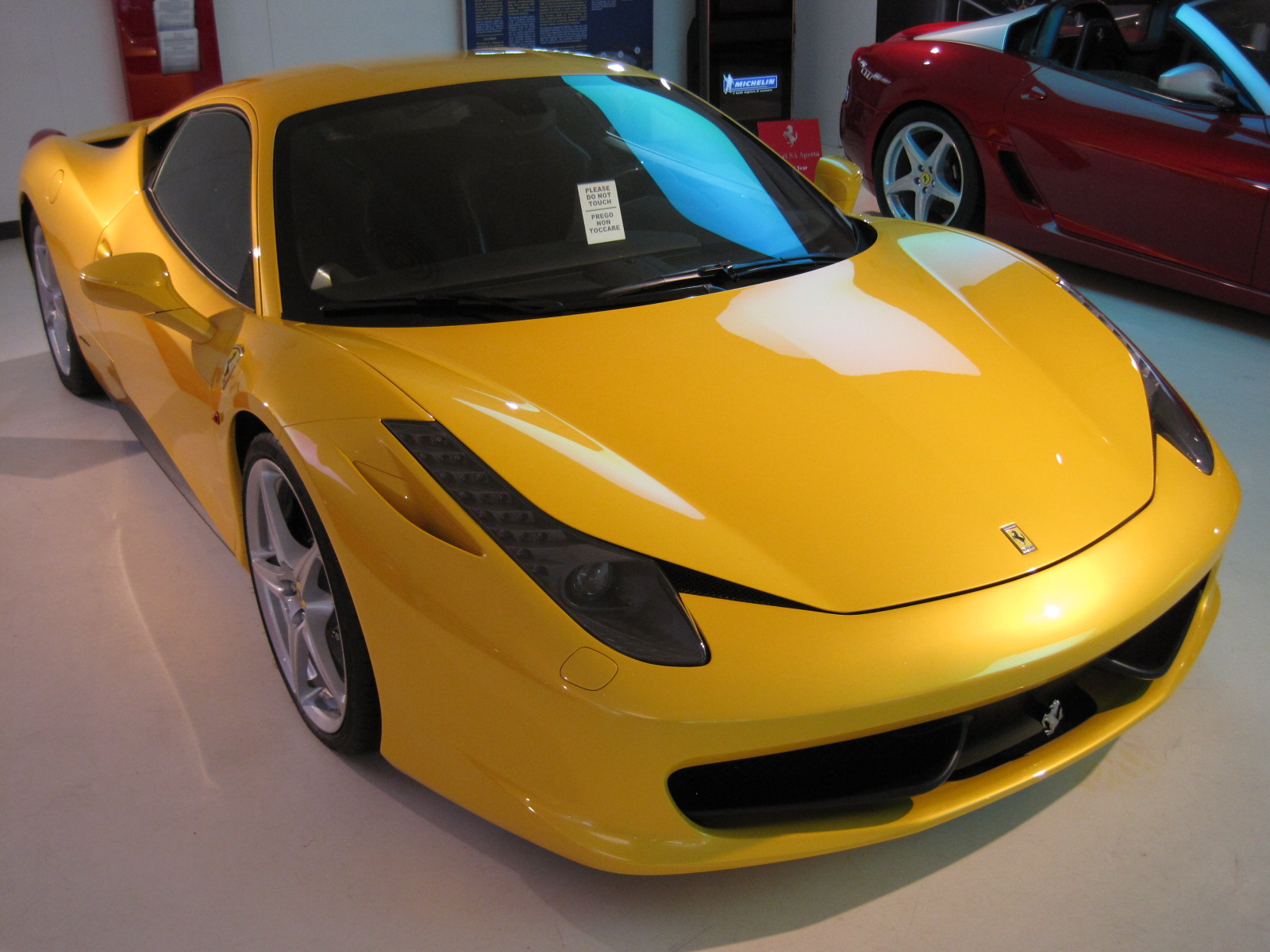
Ferrari 458 Italia.

La société va également travailler avec Volkswagen et BMW. L'usine de Gugliano est fondée en 1957, et Sergio Pininfarina (1926-2012) succède à son père, qui se retire progressivement à partir de 1959. En 1982, Sergio Pininfarina, anticipe la révolution numérique du design automobile en dotant son entreprise d'outils numériques d'avant garde, dans son nouveau centre de Cambiano ouvert en 1980 (musée Pininfarina), dans la banlieue de Turin, et dédié au design. Pininfarina travaille dans les années 1980 avec Honda, puis avec General Motors, pour la construction de la Cadillac Allanté à Turin (expédiée par un pont aérien aux États-Unis, une première dans l'histoire de l'automobile).

Concept-cars
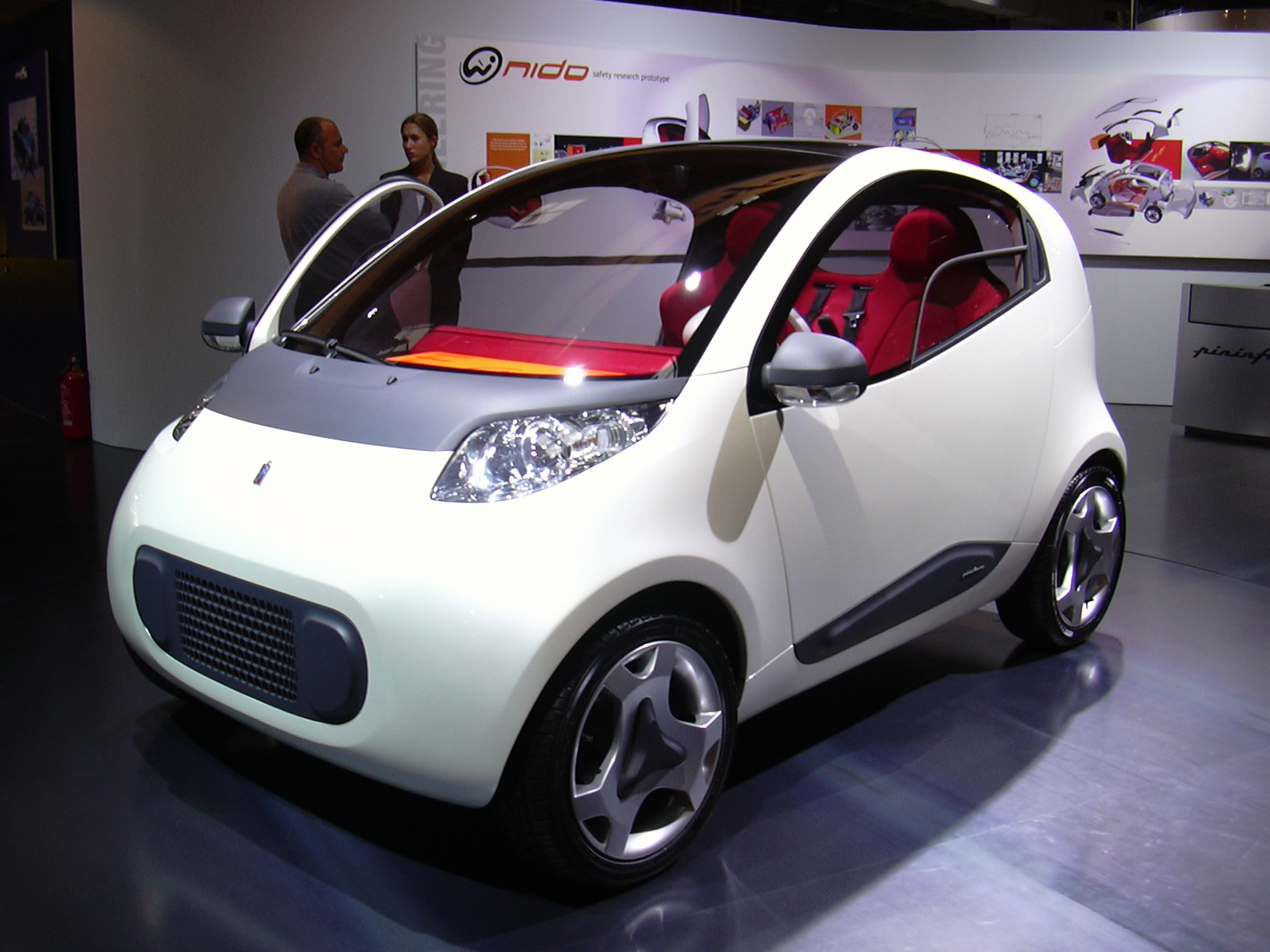
Pininfarina Nido.
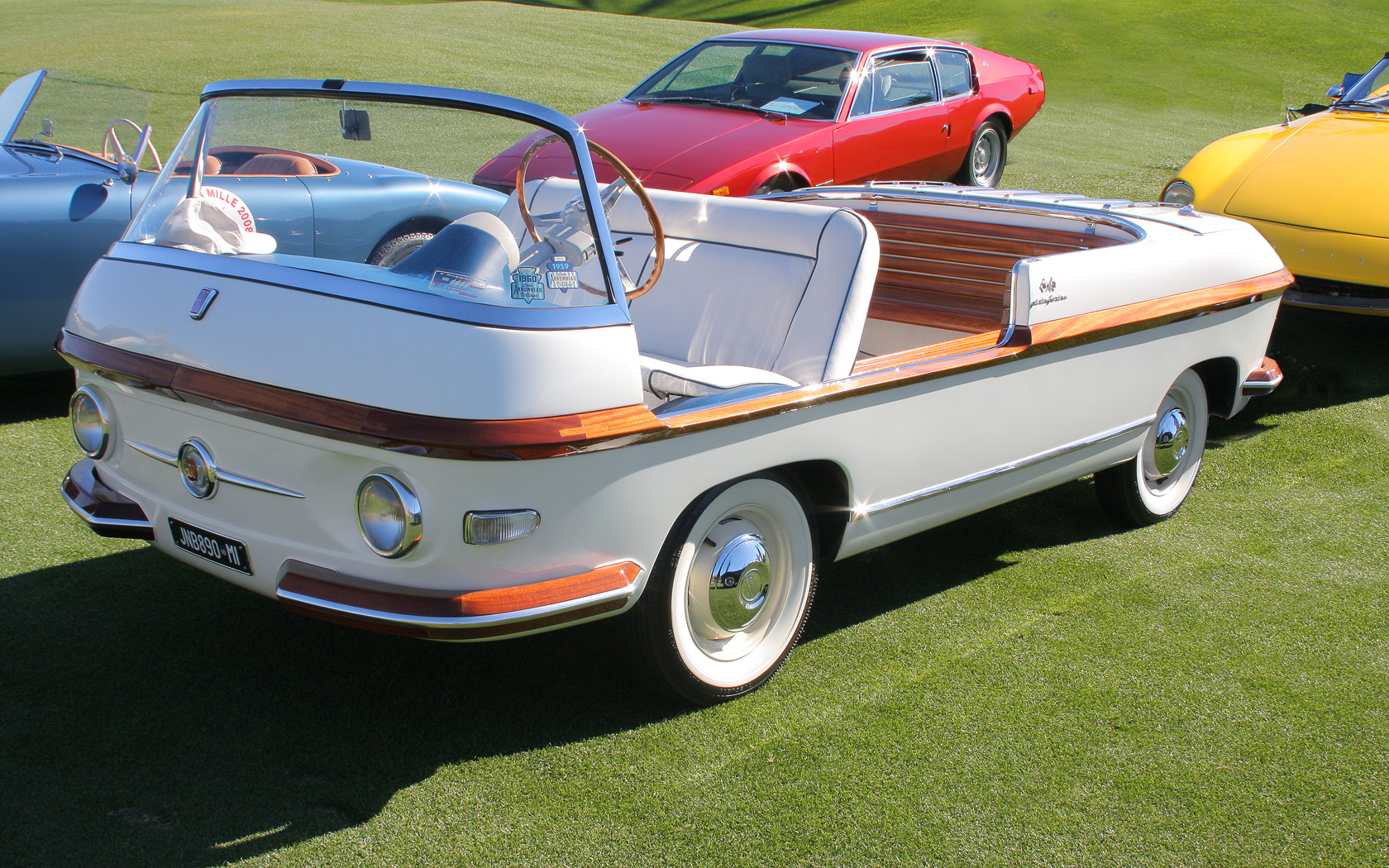
Pininfarina Eden Roc.
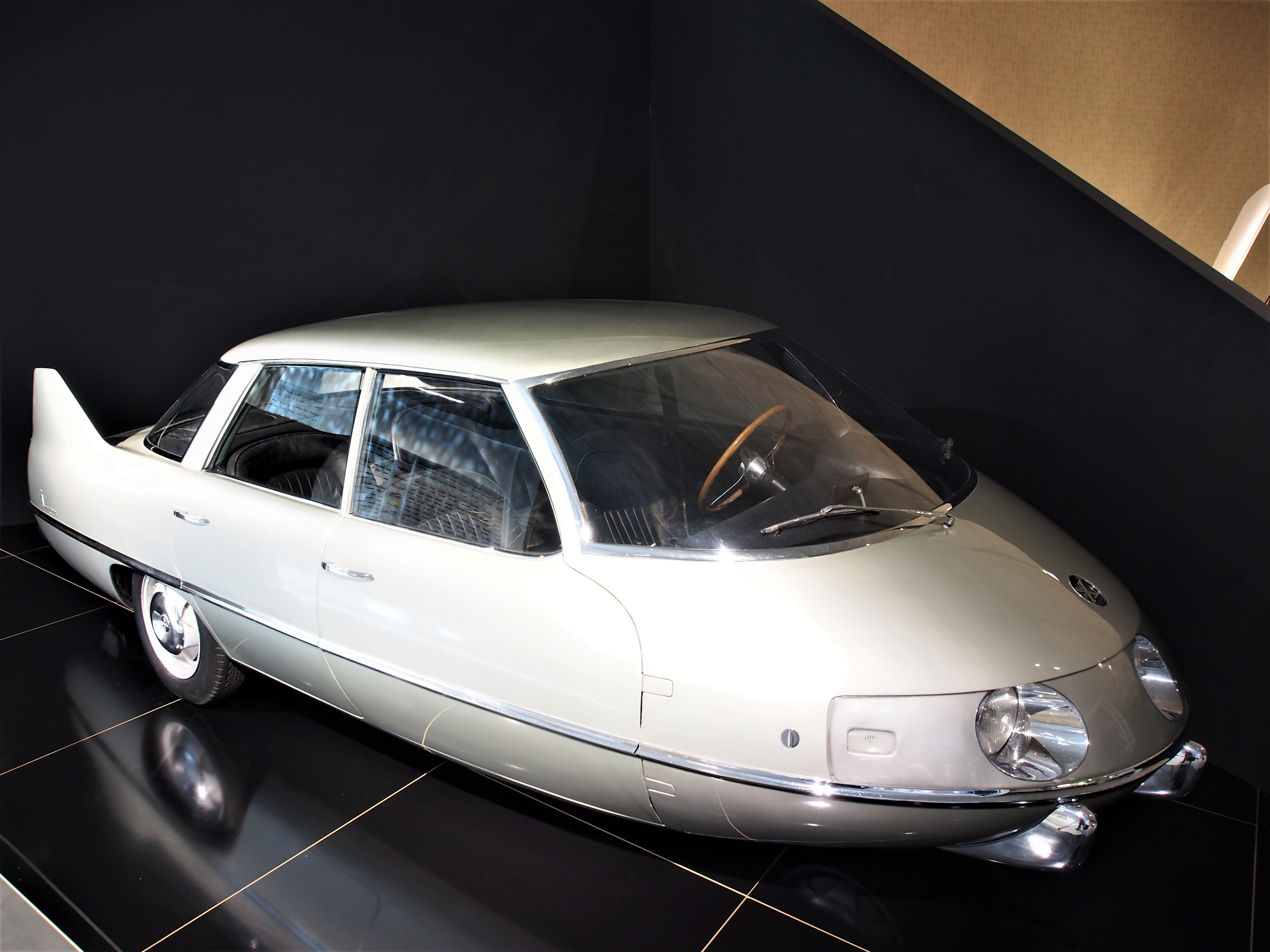
Pininfarina X.
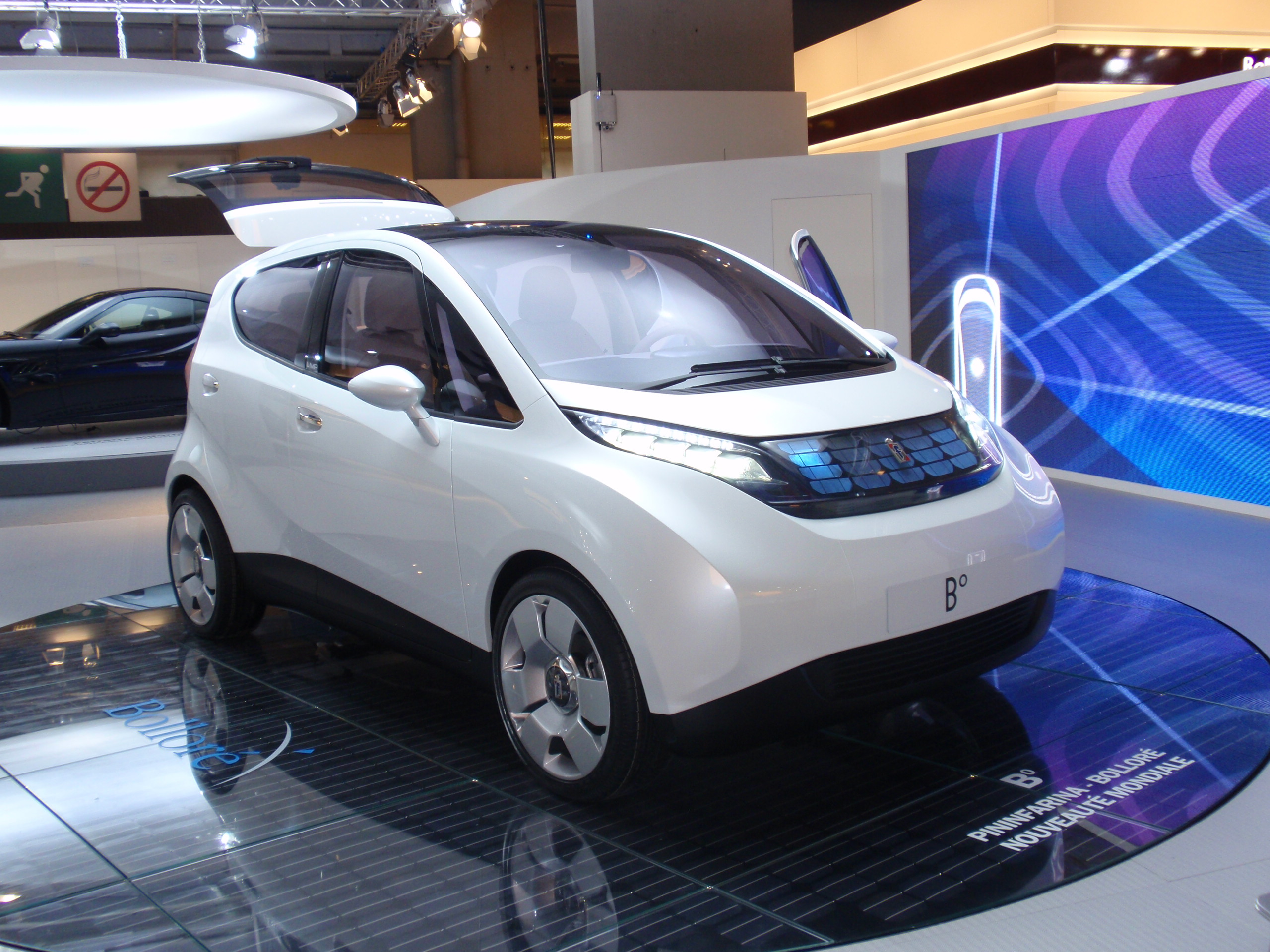
Bolloré Bluecar B0.
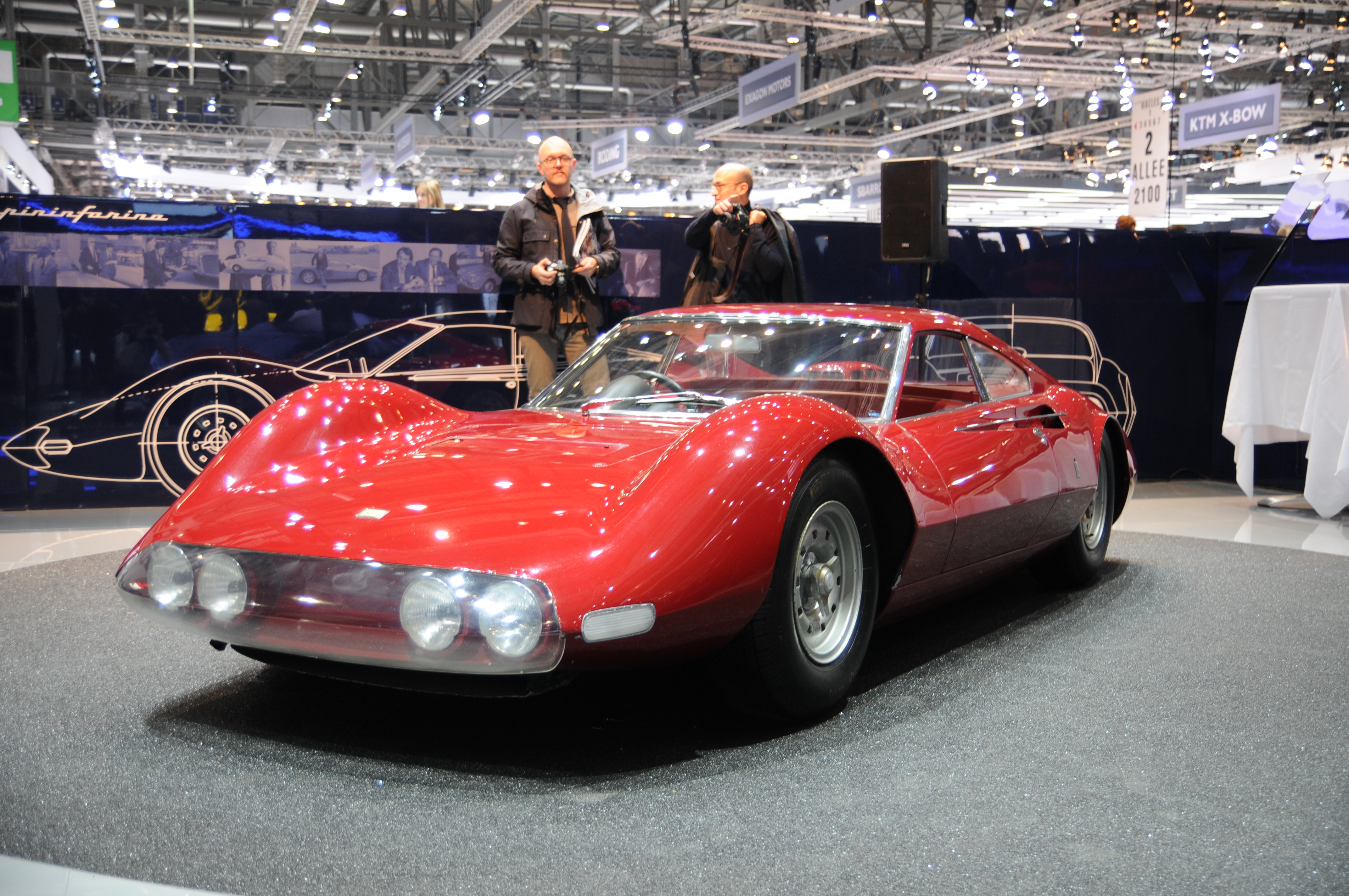
Prototype Pininfarina Dino 206 GT Spéciale (1965).
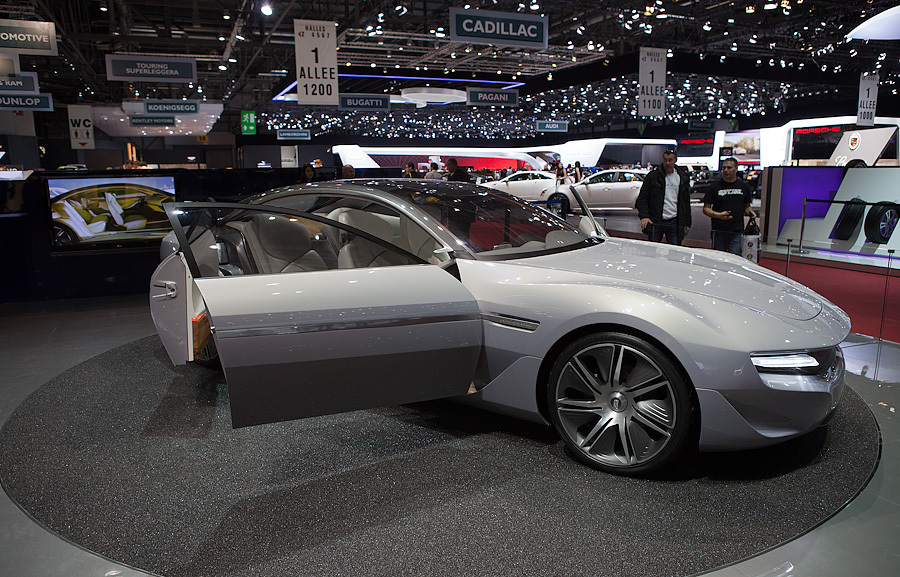
Pininfarina Cambiano.
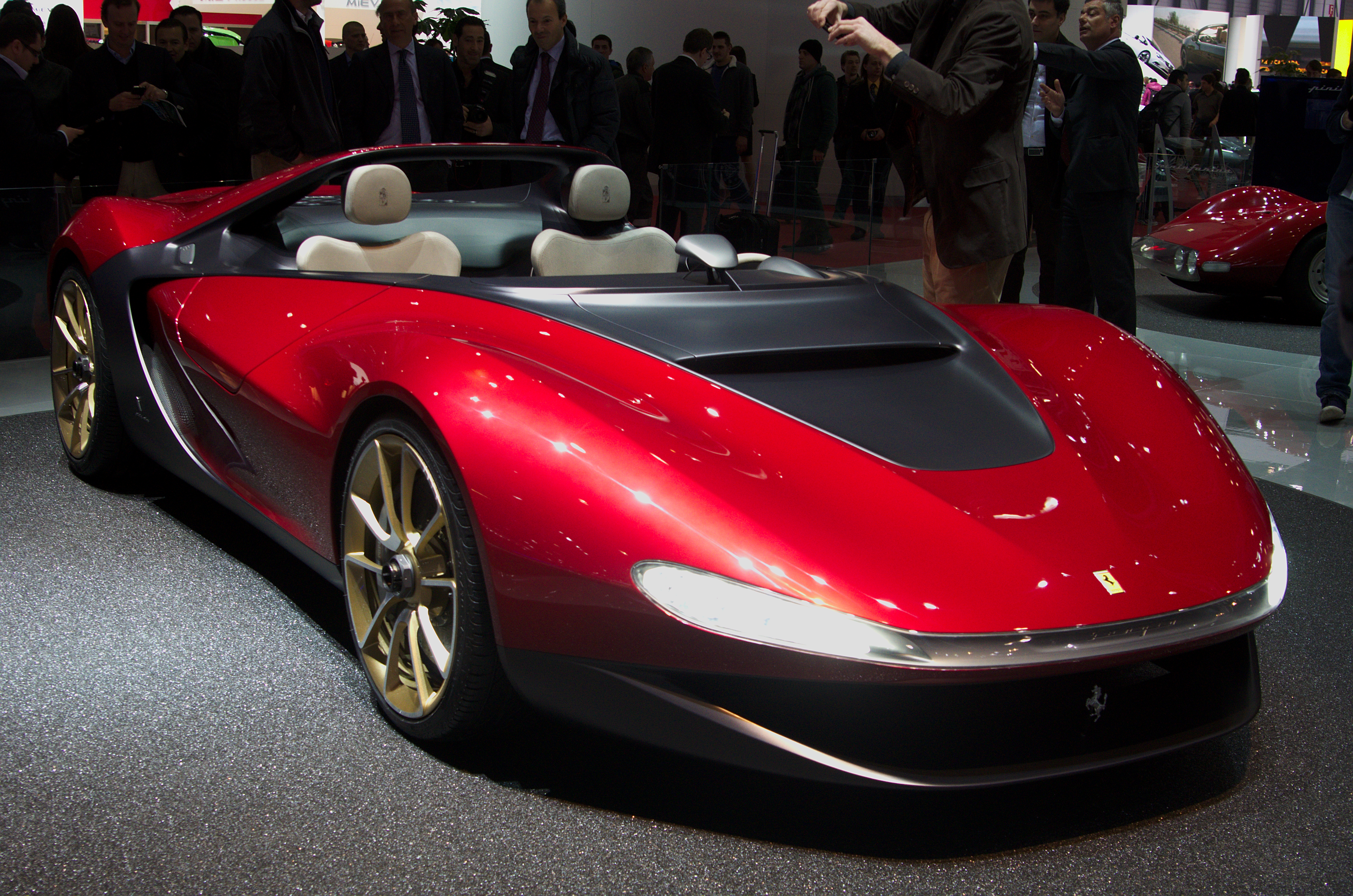
Ferrari Pininfarina Sergio Concept, pour les 60 ans de collaboration Ferrari / Pininfarina en 2013-2014.
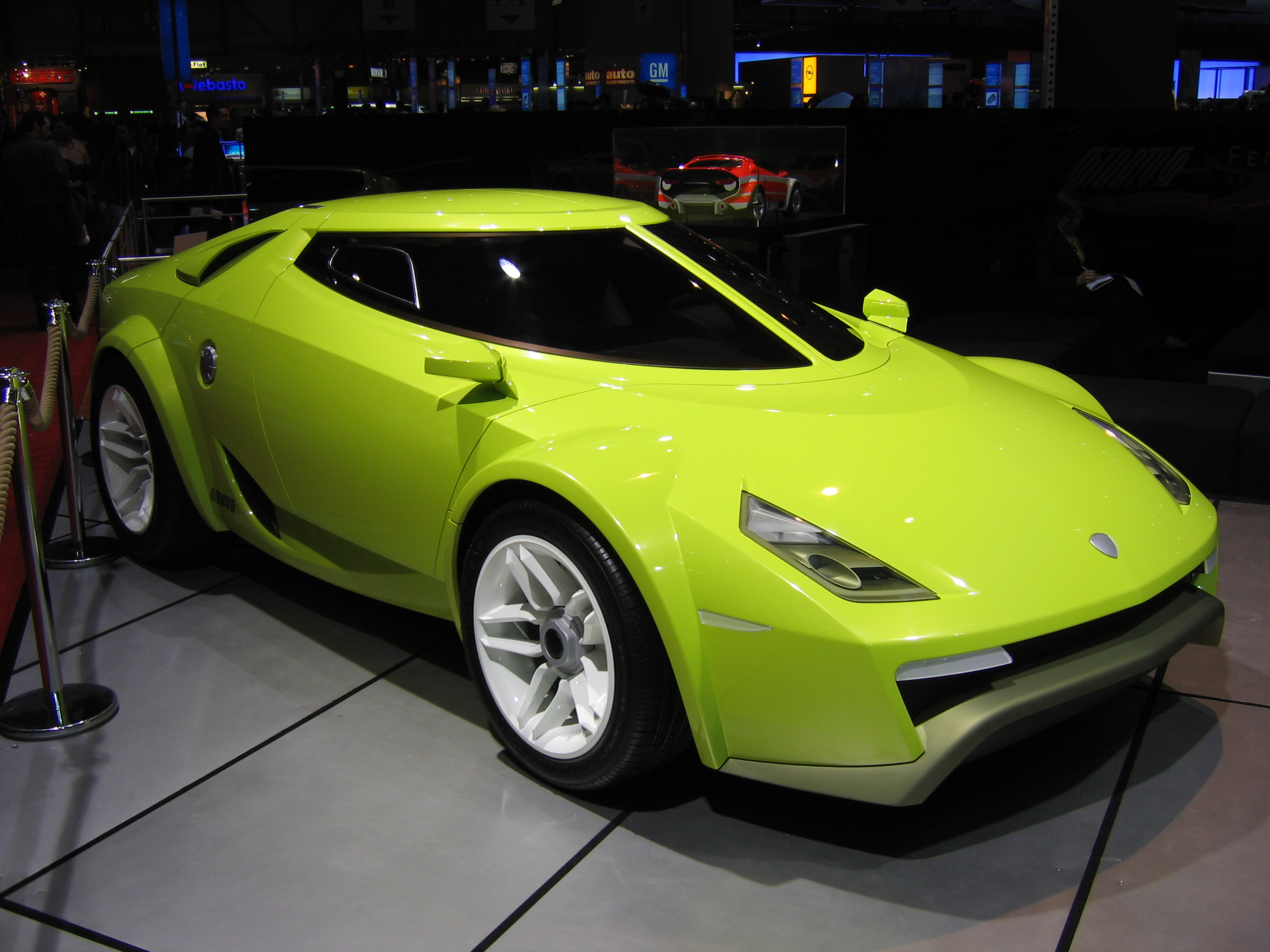
New Stratos Pininfarina.
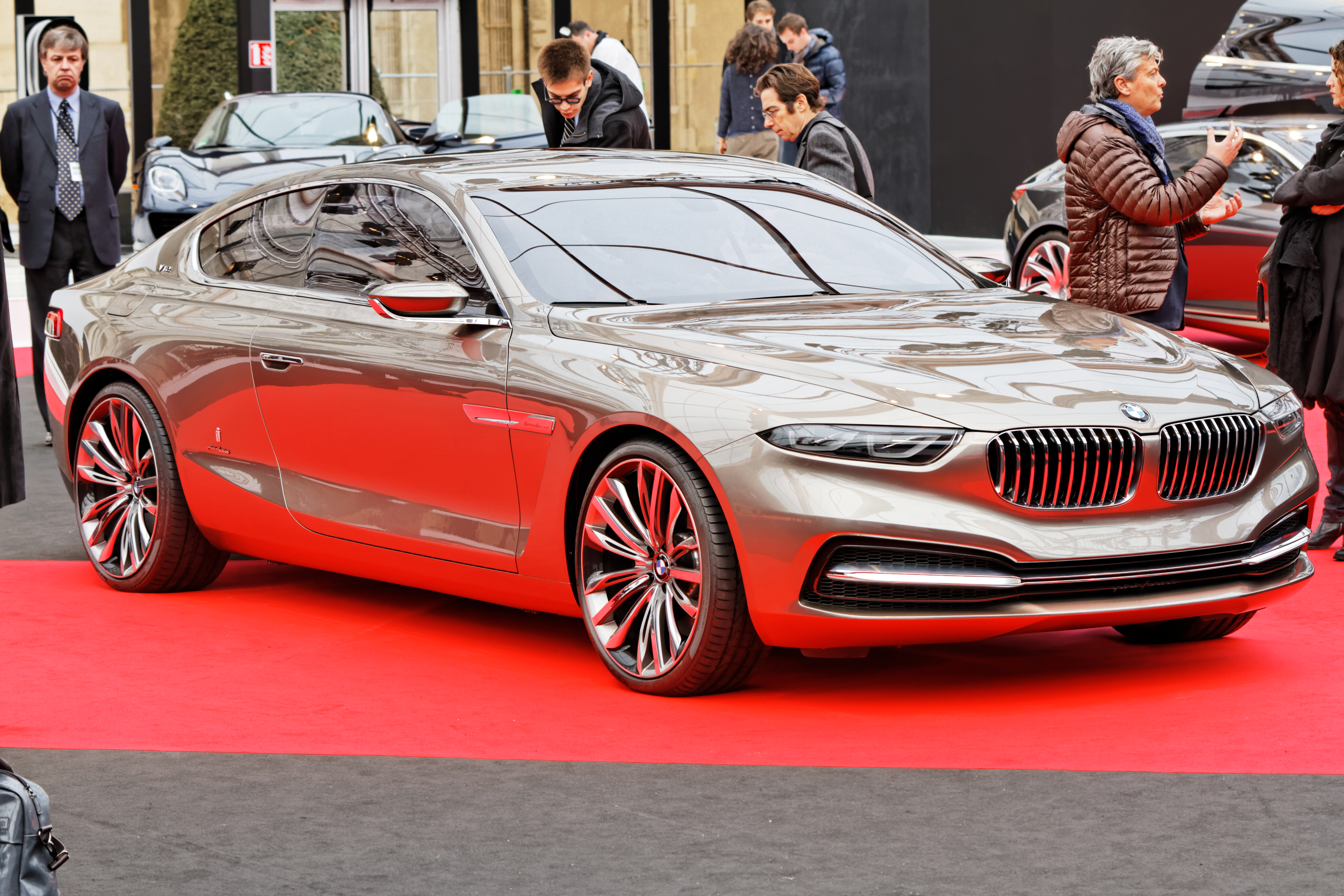
BMW Pininfarina Gran Lusso Coupe.
Citroën Osée.
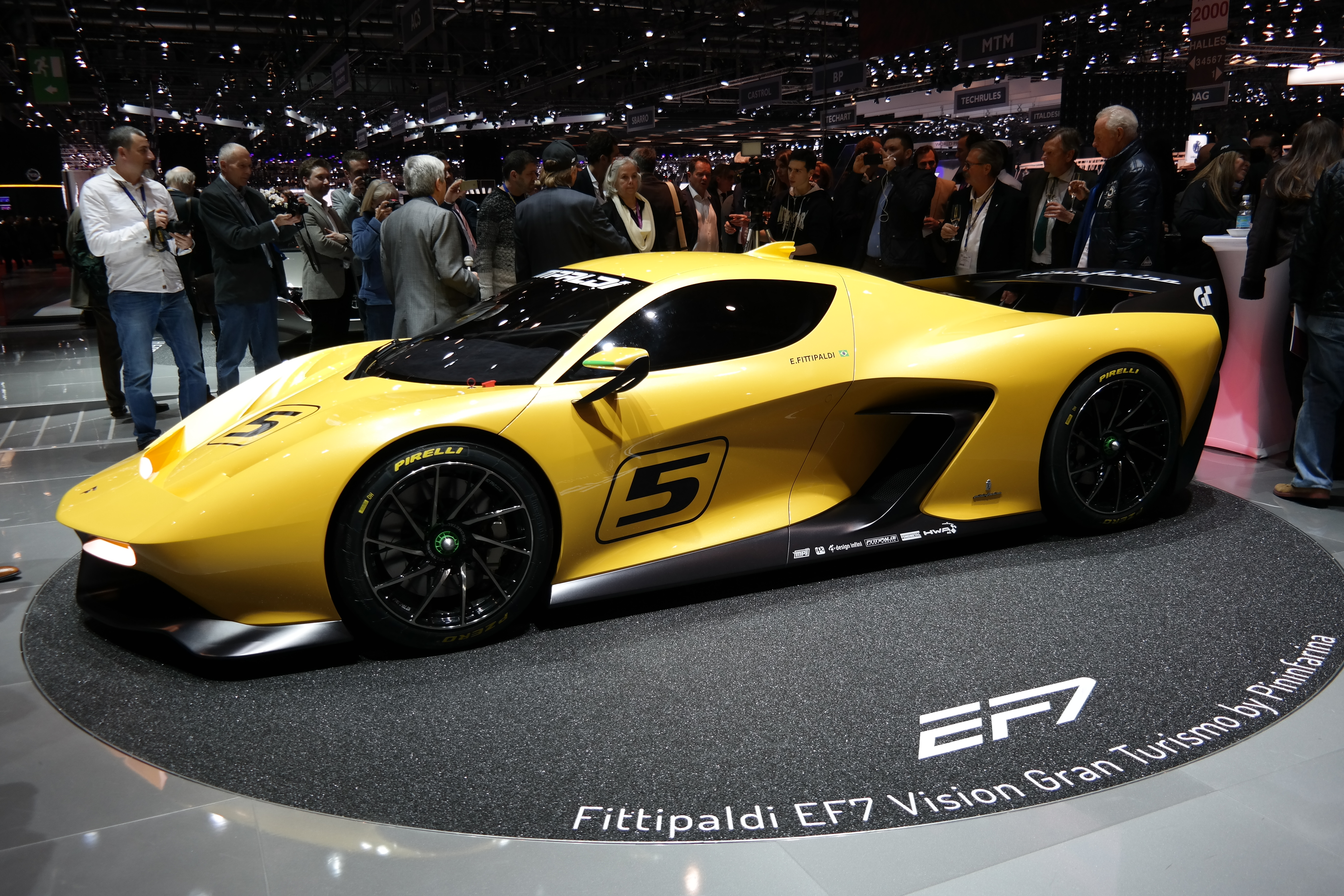
Fittipaldi EF7 Vision GT Pinifarina.
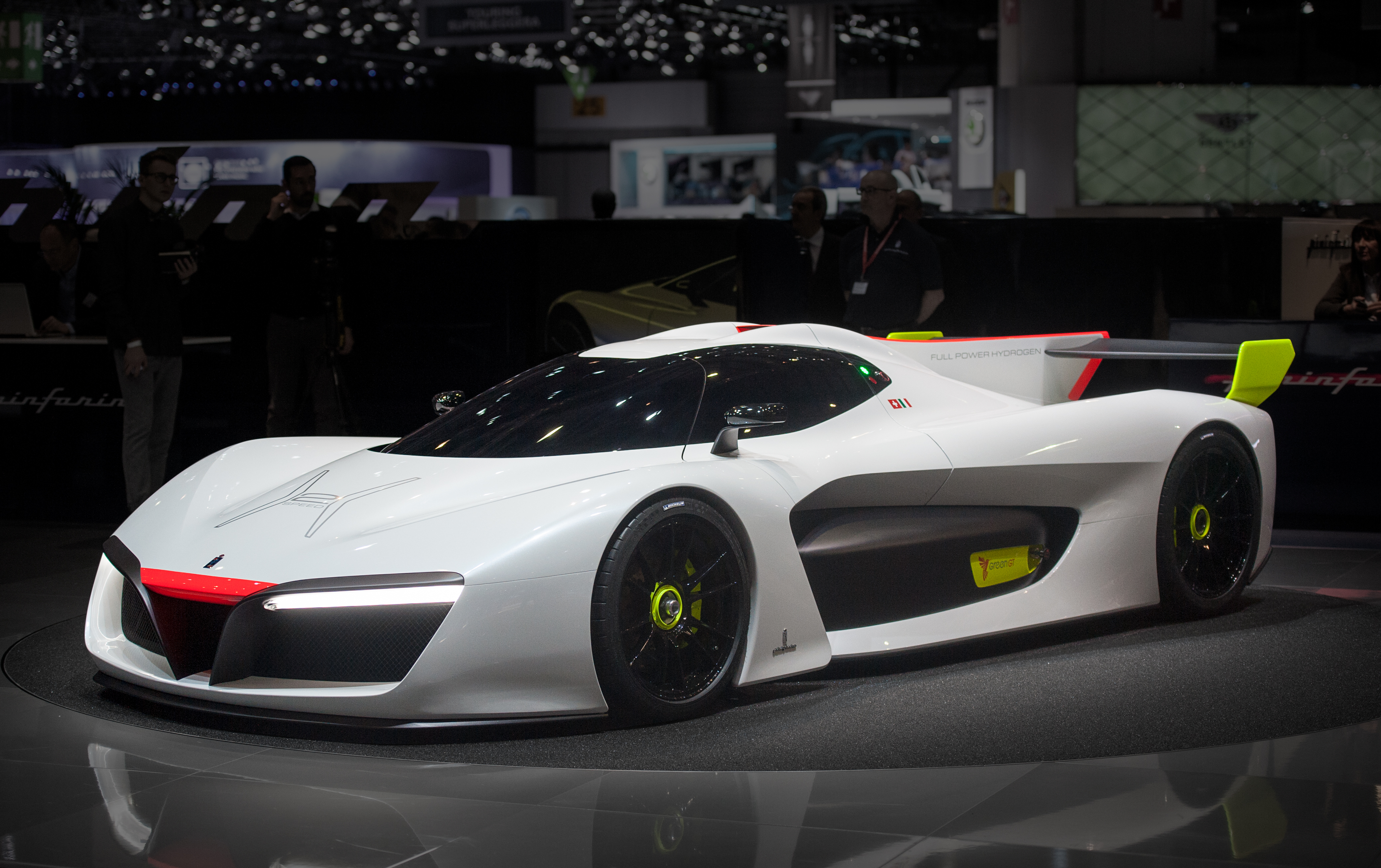
GreenGT H2 Speed 2016.
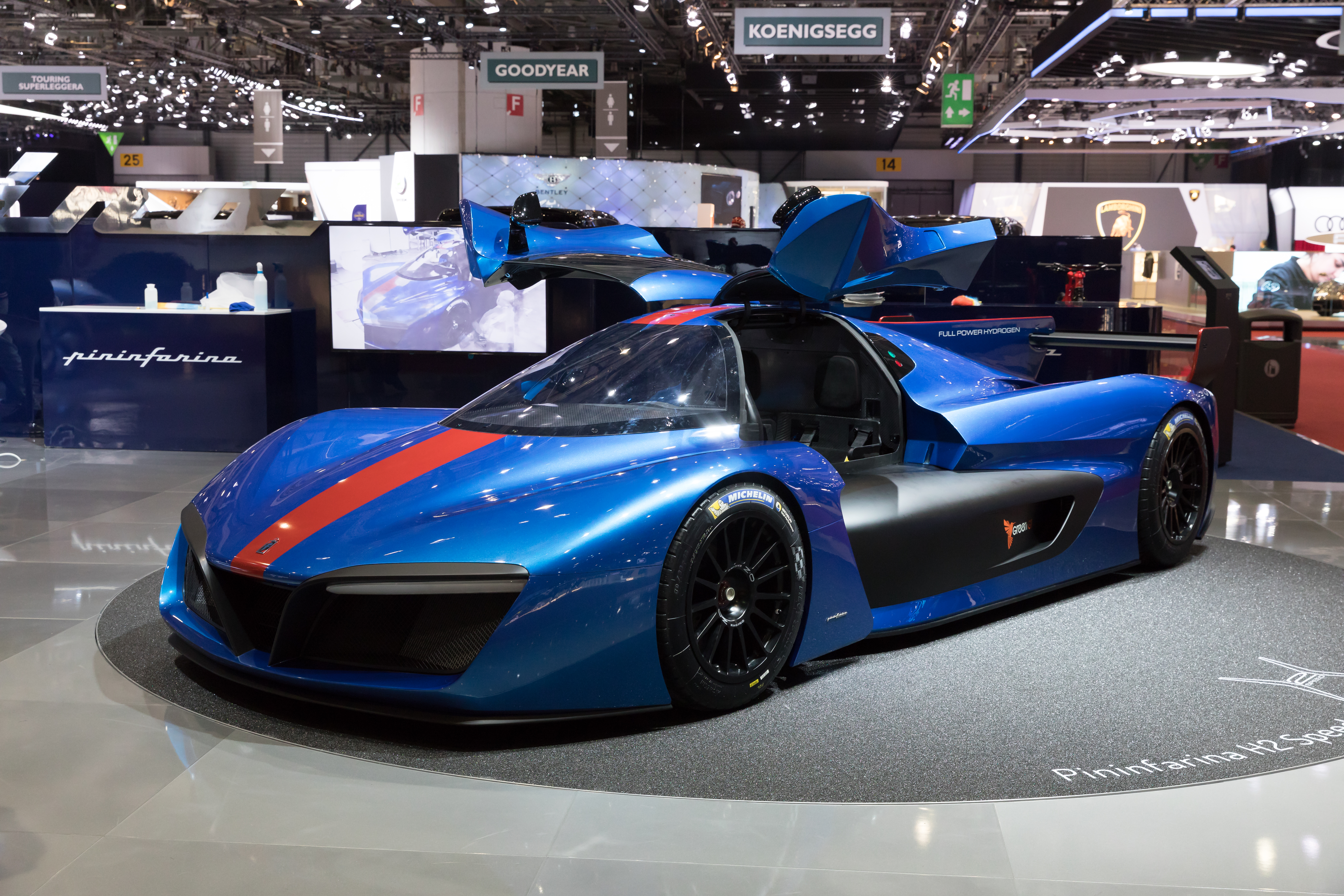
GreenGT H2 Speed 2018.
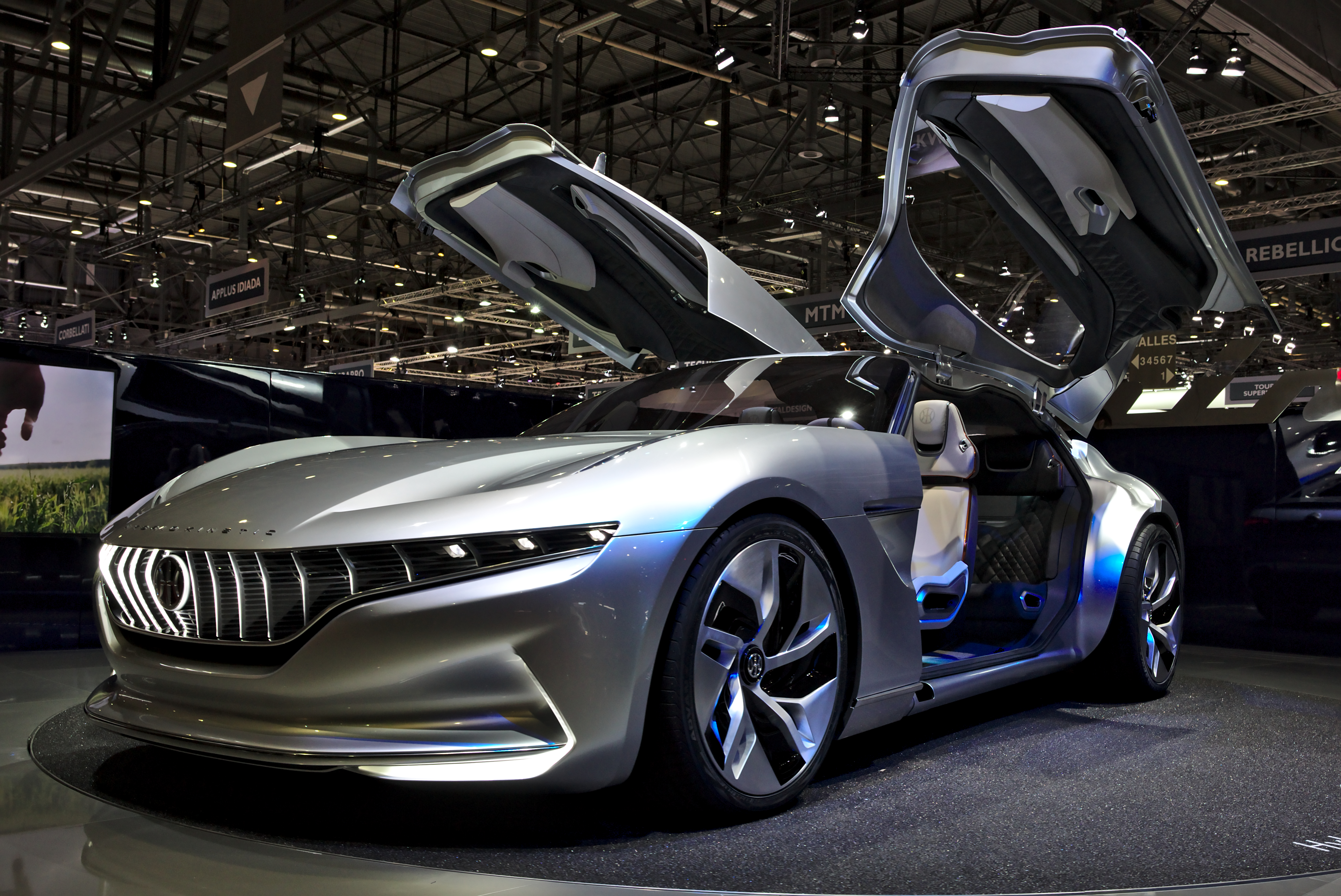
Hybrid Kinetic GT Concept 2018.
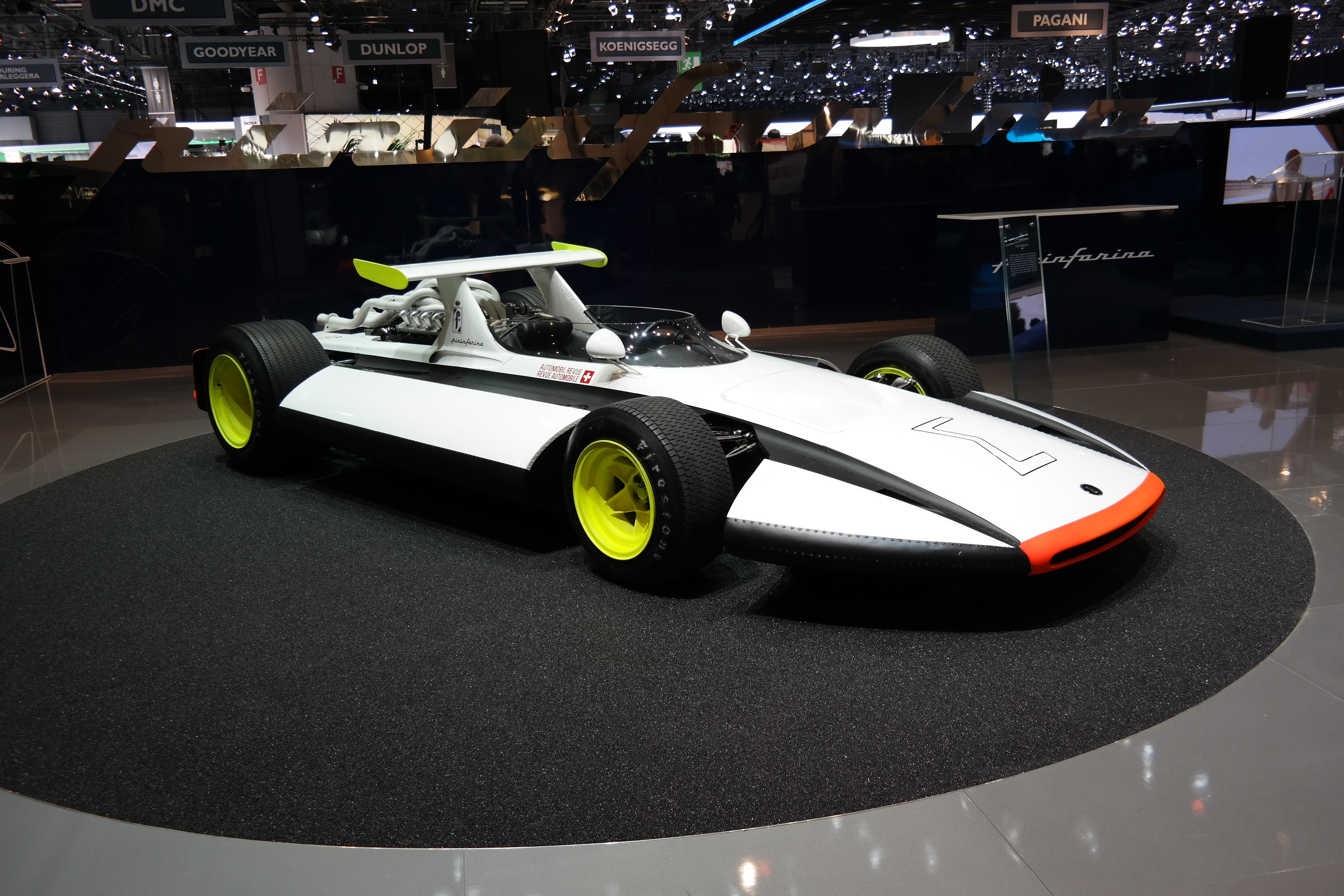
Pininfarina Sigma Grand Prix (2016).

En 1986, Pininfarina est cotée à la bourse italienne (Borsa Italiana : PINF).
En 1999, la société finalise une collaboration avec Mitsubishi pour un nouveau concept SUV (en anglais : Sport Utility Vehicle), une voiture tout terrain, une berline monovolume de nouvelle conception plus haute et plus courte, à mi-chemin entre les monovolumes et les berlines classiques.
En 2003, Pininfarina rachète Matra Automobile Engineering (ex-ingénierie de Matra Automobile) au groupe Lagardère, incluant le CERAM (Centre d'essais et de recherche automobile de Mortefontaine) et D3 (société de design automobile fondée en 1986 par Bernard Pène, et achetée par Matra Automobile en 1999).
En 2008, Pininfarina signe un partenariat avec le groupe Bolloré, pour la fabrication en série, au sein d'une coentreprise, Pininfarina-Bolloré, d'un véhicule électrique B0 dérivé de la Bolloré Bluecar de Bolloré, dont le modèle de série a été présenté au Mondial de l'automobile de Paris 2008.
Le 7 août 2008, Andrea Pininfarina (1957-2008), PDG héritier de l'entreprise depuis 2001, perd la vie dans un accident de la circulation dans la banlieue de Turin. Son frère Paolo Pininfarina lui succède à la direction de l'entreprise familiale. Une année après, Pininfarina cède Matra Automobile Engineering à Segula Technologies.
En 2013, un concept-car Ferrari Pininfarina Sergio Concept, produit à six exemplaires supplémentaires en 2014, rend hommage à la disparition en 2012 de Sergio Pininfarina, et aux soixante ans de collaboration historique au sommet de Ferrari et Pininfarina.
En décembre 2015, Pincar vend pour 168 millions d'euros sa participation de 74 % dans Pininfarina au constructeur automobile indien Mahindra & Mahindra.
Au total, le centre de design de Pininfarina SpA a dessiné plus d'un millier de modèles et en a produit à peu près 250. Fin 2005, plus de trente millions de véhicules dans le monde avaient été créés avec le concours de Pininfarina ou en portaient la griffe.

### Marque à part entière
En 2018, le constructeur annonce qu'il lance sa première voiture avec son logo alors qu'auparavant il ne s'agissait que d'une signature.
En décembre 2018, Pininfarina dévoile le nom de son premier modèle (code PF0) en tant que nouveau constructeur automobile. La Pininfarina Battista est une hypercar électrique de 1 900 ch, produite en partenariat avec le constructeur croate Rimac Automobili, dont la production devrait être limitée à 150 exemplaires. Elle a été dévoilée au salon international de l'automobile de Genève 2019.

## Projets

### Automobile
- Alfa Romeo Spider (Duetto), Giulietta Spider, Alfa Romeo 1900, 2900 cabriolet, Alfa Romeo 164, Alfa Romeo Eagle, Alfa 33 Giardinetta, Alfa Romeo 33.2, Alfa Romeo GTV, Alfa Romeo 2uettottanta, etc.
- Audi Quartz…
- Austin / Innocenti A 40, Austin Westminster A99
- Bolloré Bluecar
- Cadillac Eldorado Brougham, Cadillac Allanté, etc.
- Cisitalia 202…
- Ferrari 250 Testa Rossa, Ferrari Testarossa, Daytona, Dino, F40, F50, P4/5, 212, Ferrari 250 Europa, Ferrari 250 GTE, Ferrari 250 GT Lusso, Ferrari 250 GT California Spyder, 275, Ferrari 330 GT 2+2, 342, Ferrari 348, 360 Modena, 348, 355, Ferrari 365 GTC/4, Ferrari 400, Ferrari 410, 500 Mondial, Ferrari 500 Superfast, Ferrari P4/5 by Pininfarina, Ferrari Pinin, Ferrari Modulo, Ferrari SP12 EC, Ferrari FX, Enzo, California, Ferrari SA Aperta, 550 Maranello, 599, 458 Italia, FF, etc.
- Fiat Type Zéro (radiateur), Fiat Nuova Campagnola, Fiat 518 Ardita, Fiat 1300/1500, Fiat Cabriolet Pininfarina, 1600, 1600S (coupé et cabriolet), Fiat 124 Sport Spider, Fiat Dino, Fiat Abarth 595, Fiat Coupé (le design des Fiat 1500, 1600 et 1600S – de 1962 à 1966 –, particulièrement réussi, est, en fait, une « copie conforme » du design des Peugeot 404 coupé et cabriolet –de 1961 à 1968–, également dessinées par la firme Pininfarina. En raison des liens privilégiés entre les firmes Peugeot et Fiat, cette similarité, pour ne pas dire cette totale similitude, entraîna, à l'époque, quelques frictions entre les deux entreprises[réf. nécessaire].).
- Ford Streetka, Ford Focus CC
- Honda Beat, Honda HP-X (pl), etc.
- Hyundai Matrix
- Jaguar XJ
- Lancia Aurelia, Florida, Ardea, Appia, Augusta, Aprilia, Flavia, Flaminia, Thema, Kappa, Gamma coupé, Beta Montecarlo, Lancia Rally 037, etc.
- Maserati A6, Maserati GranTurismo, etc.
- Mitsubishi Pajero Pinin
- MG B et MG B GT
- Nash-Healey
- Nissan Cube
- Peugeot 403, 104, 204, 404 berline, coupé et cabriolet, 504 berline, coupé et cabriolet, 604, 205 cabriolet, 305, 405 berline et break , 505 berline et break, 605, 306 cabriolet, Peugeot 406 Coupé, 1007, etc.
- Rolls-Royce Camargue
- Simca 8 Sport
- Talbot Samba cabriolet
- Volvo C70

### Yachts
- Bénéteau First 45f5
- Bénéteau First 53f5

### Trains
IC4, V250, Re 460, RABDe 500, Eurostar e320, ETR 500 (intérieur), AnsaldoBreda Sirio, Treno Alta Frequentazione, Veicolo Leggero Cittadino, etc.

Trains dessinés par Pininfarina
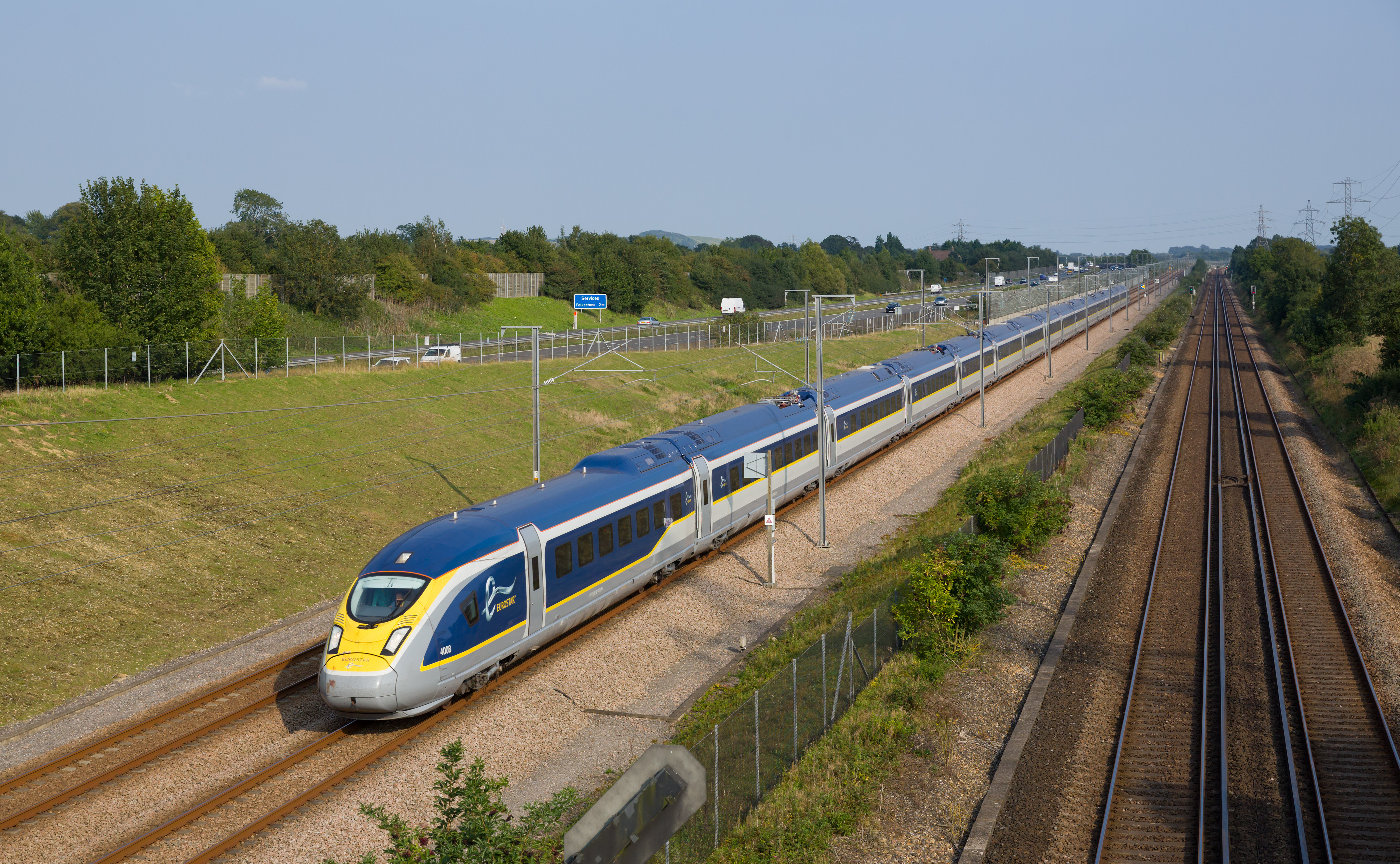
Eurostar e320.
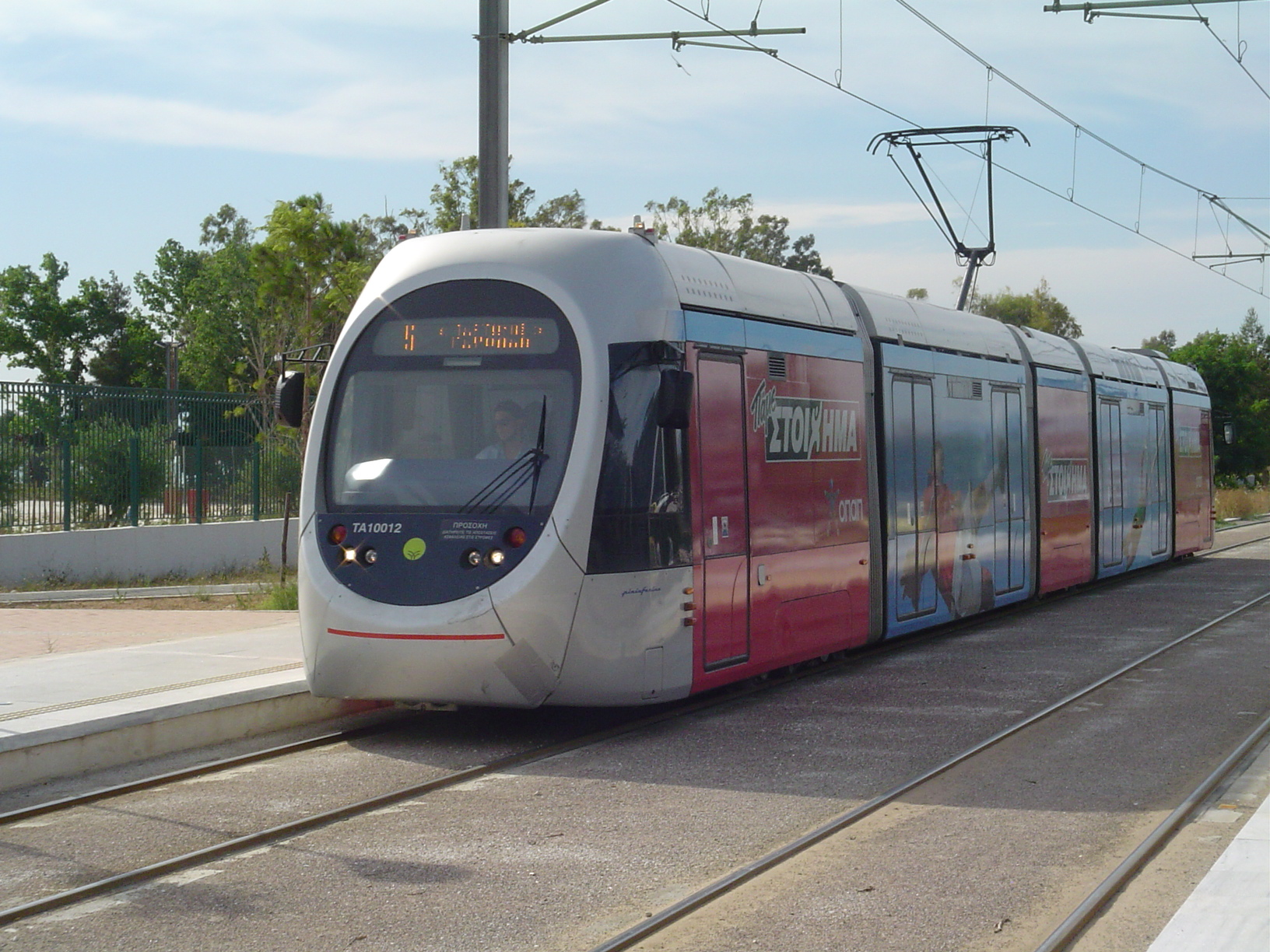
AnsaldoBreda Sirio.
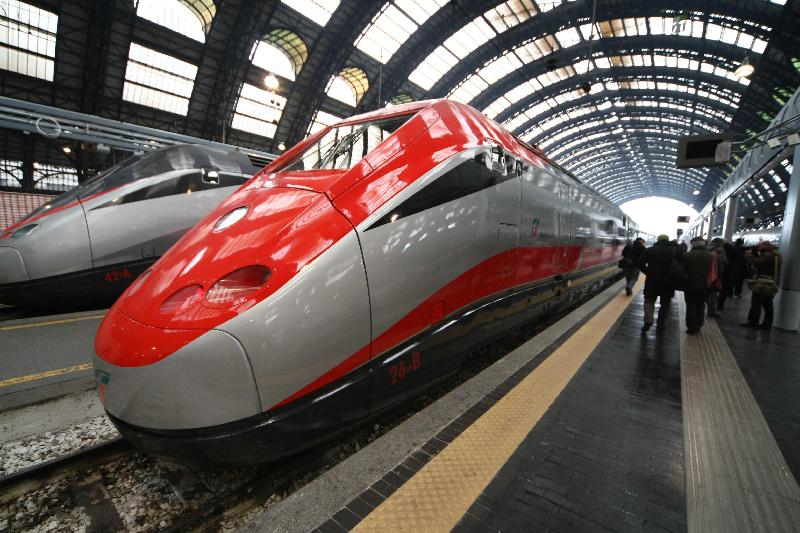
ETR 500 (intérieur).
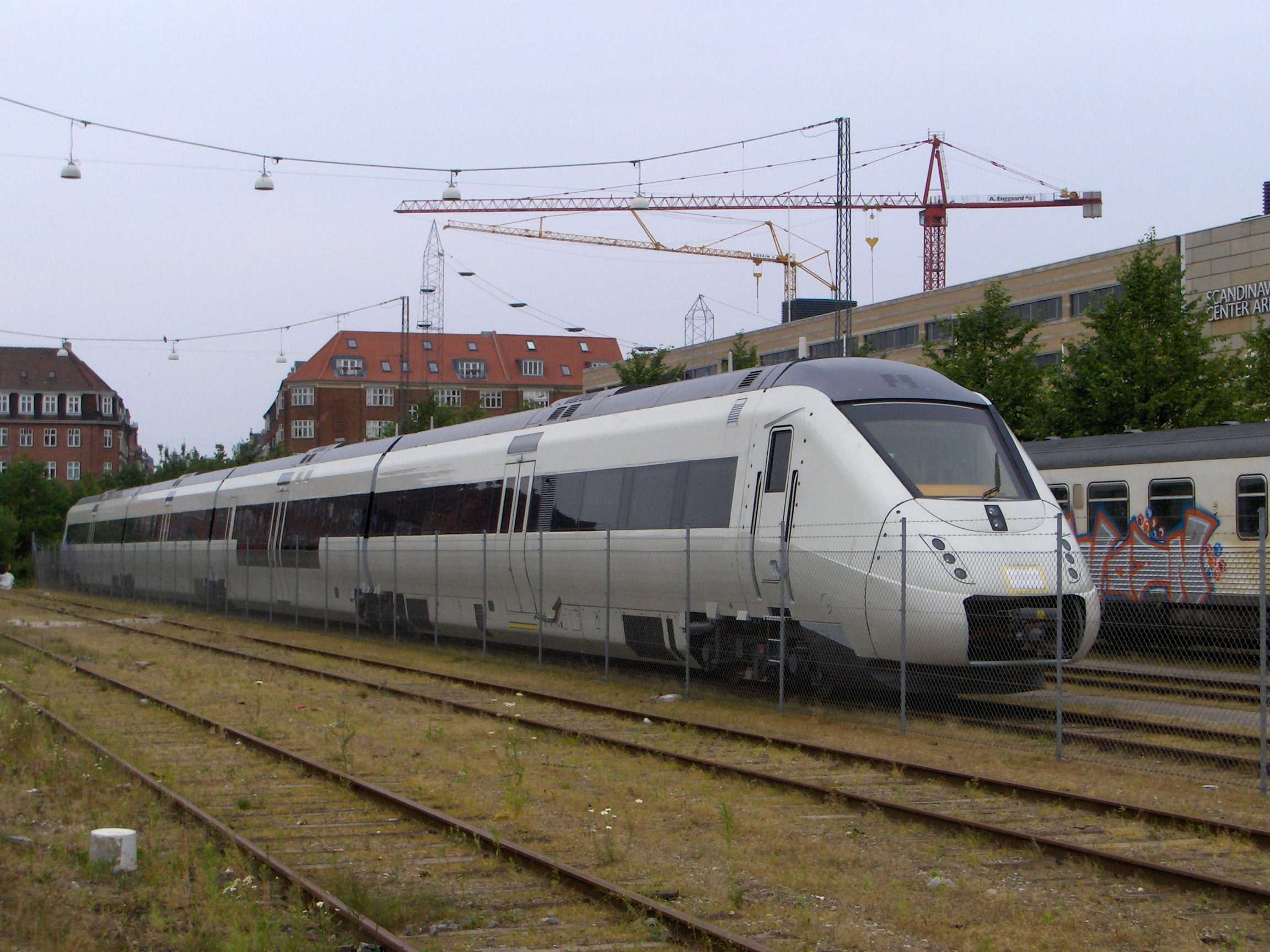
IC4.
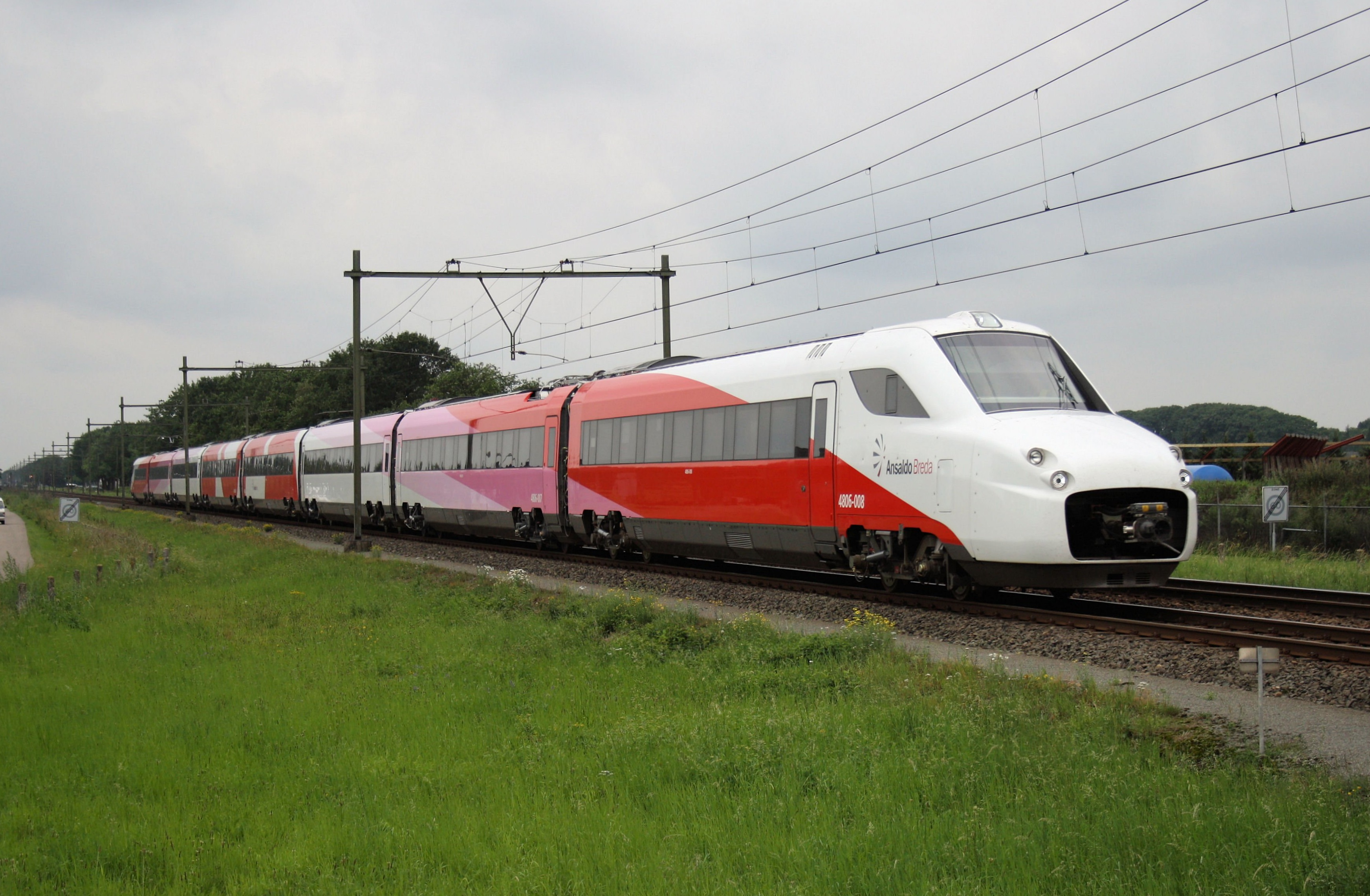
V250.

### Autres

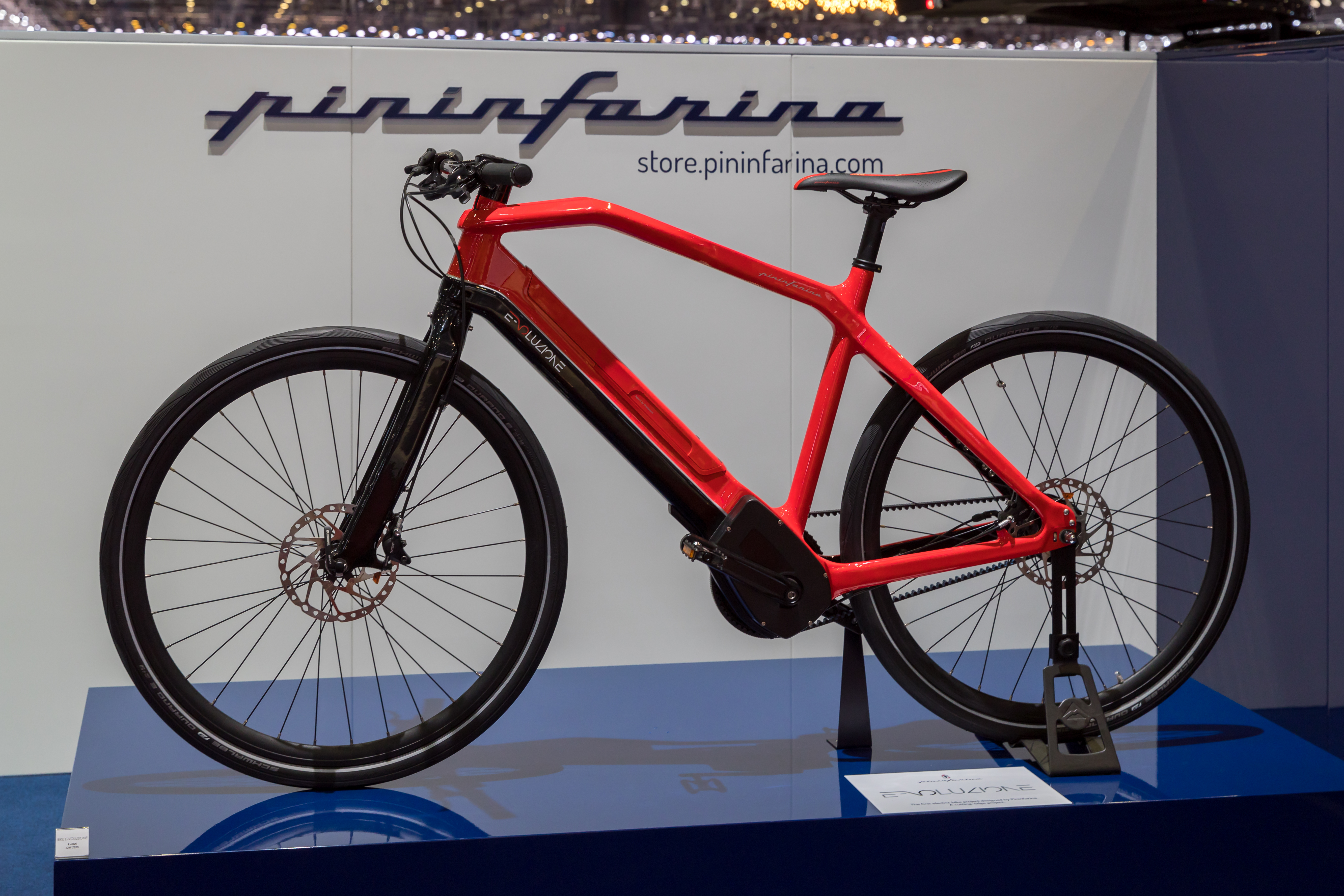
Vélo exposé au salon de Genève 2018.

Création d'un accord en 2017 pour fabriquer des voitures à pédales de luxe avec la marque italienne Scuderie Campari,. Le premier modèle est une série limitée à trente exemplaires.
Quelques projets divers (entre autres) :
- vélos ;
- E-Solex ;
- brosse à dents Signal Style-Tech[19] ;
- flamme olympique des Jeux olympiques d'hiver de 2006 ;
- machines à café : Lavazza[20], et Costa Coffee[21].
- Machine à mesurer tridimensionnelle Hexagon[22] Global S